# City Nord

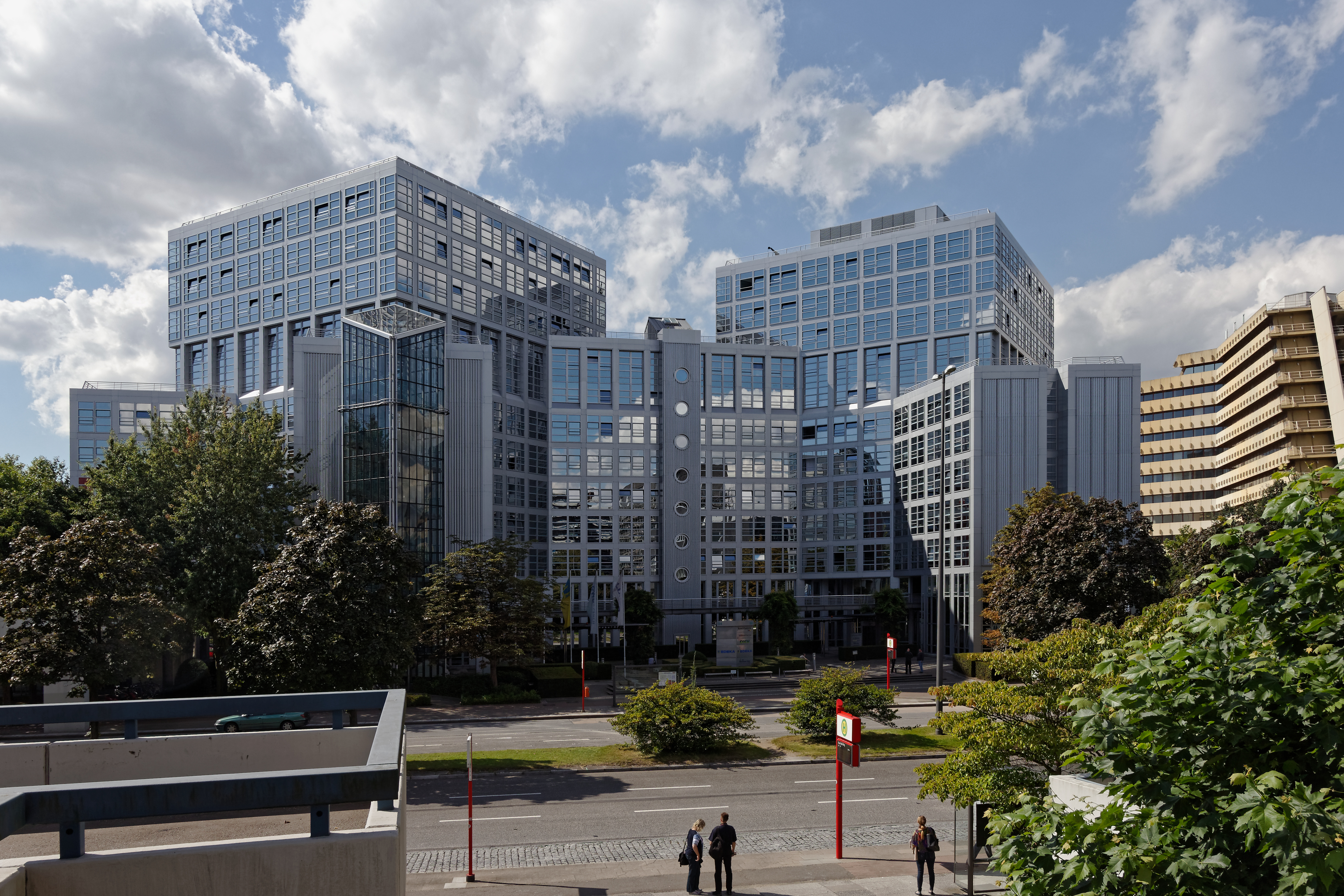
City Nord, Neubauten

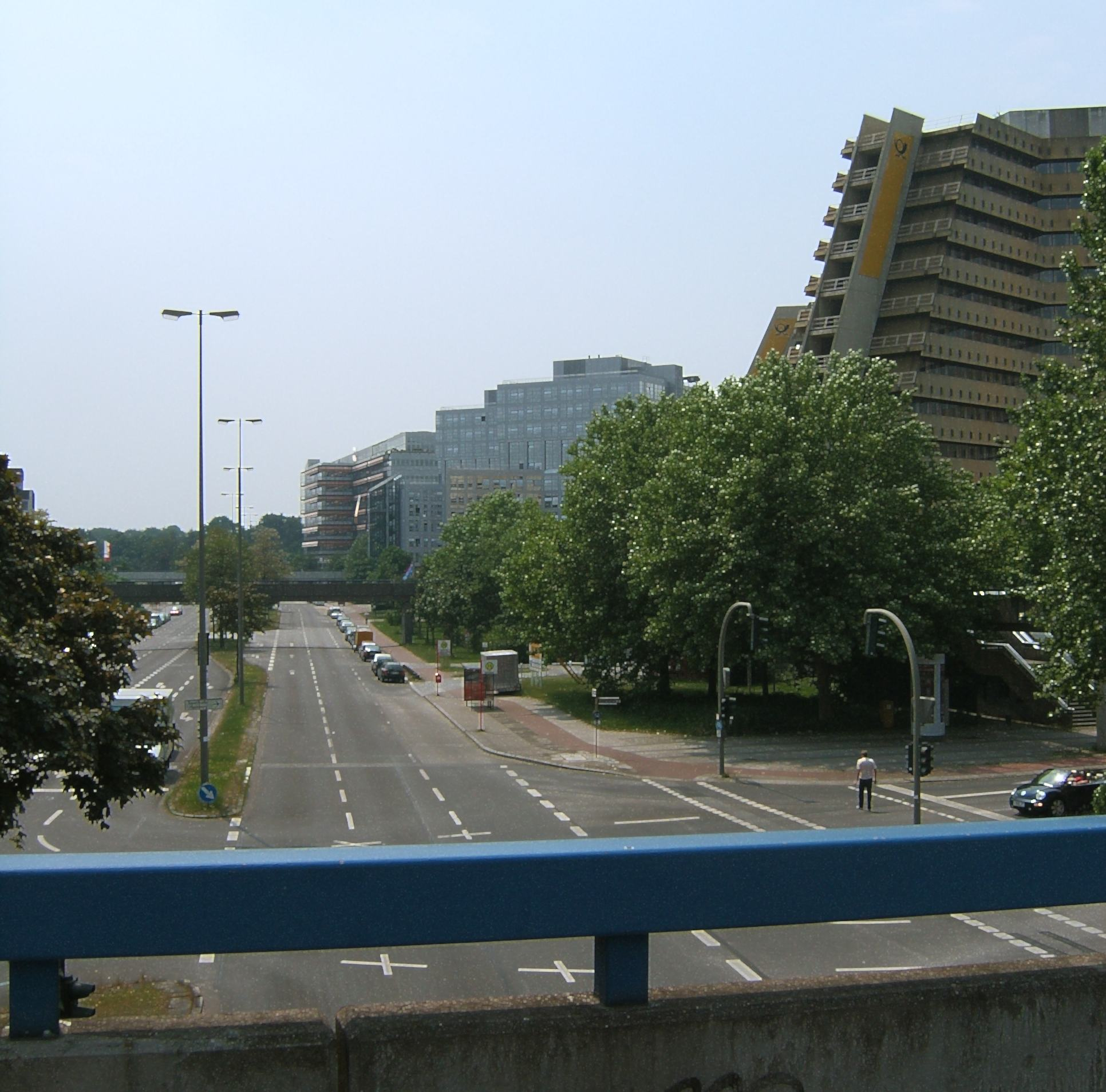
Überseering

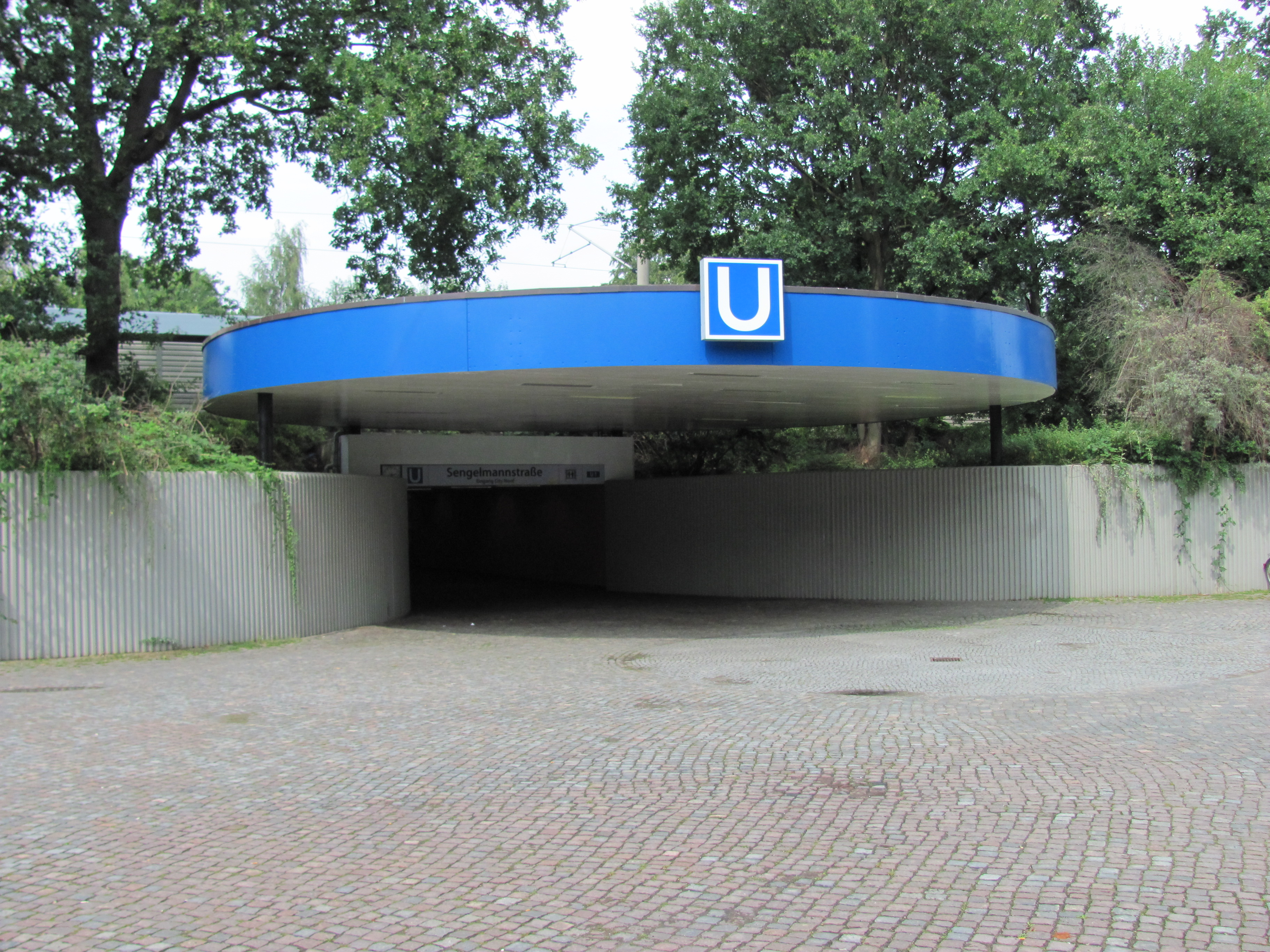
U-Bahn-Station (U1) Sengelmannstraße

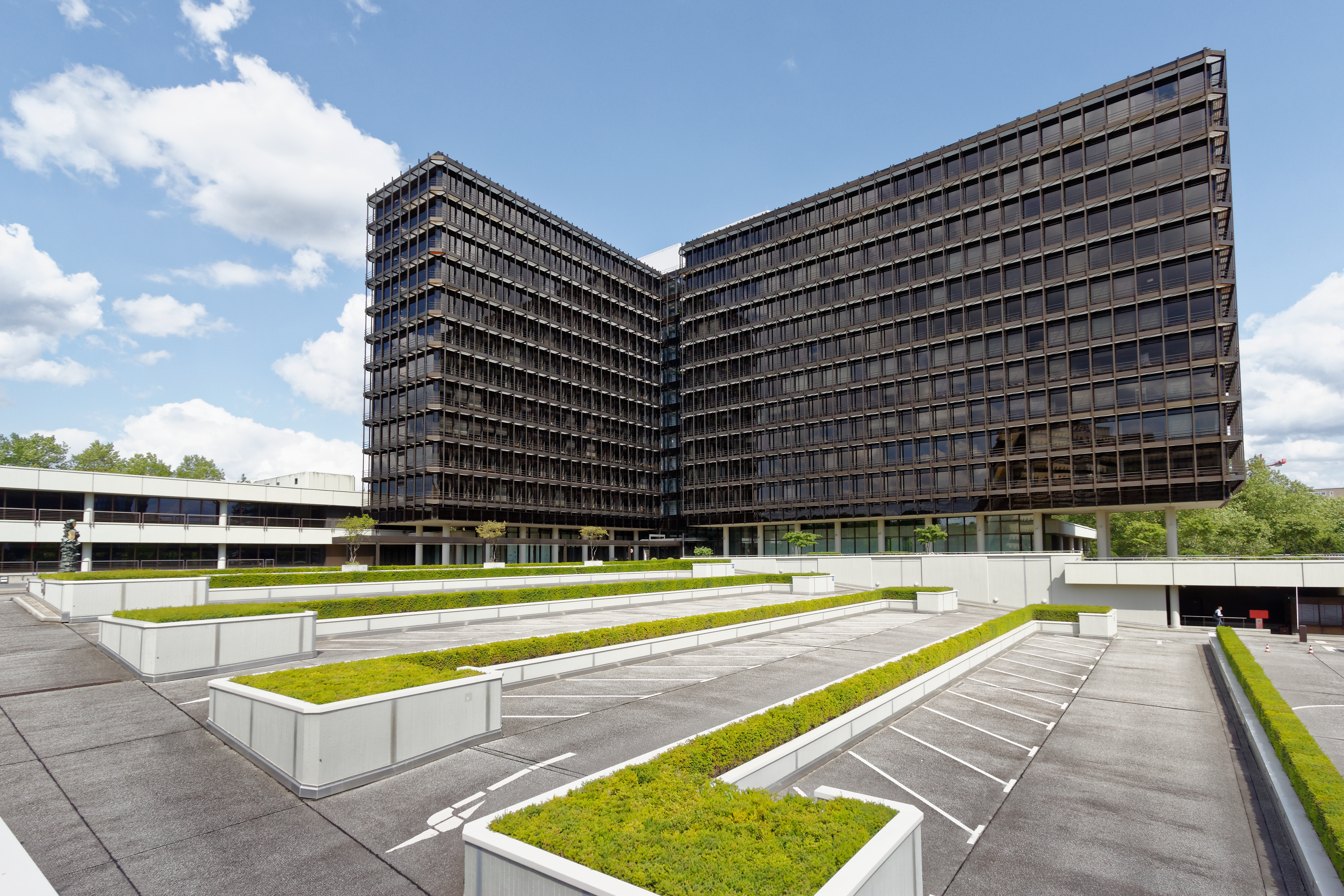
Gebäude der Deutschen Shell AG, heute Heimat der ITERGO, des LKA für Wirtschaftskriminalität und anderer Institutionen.
Entwurf Meinhard von Gerkan (1973)

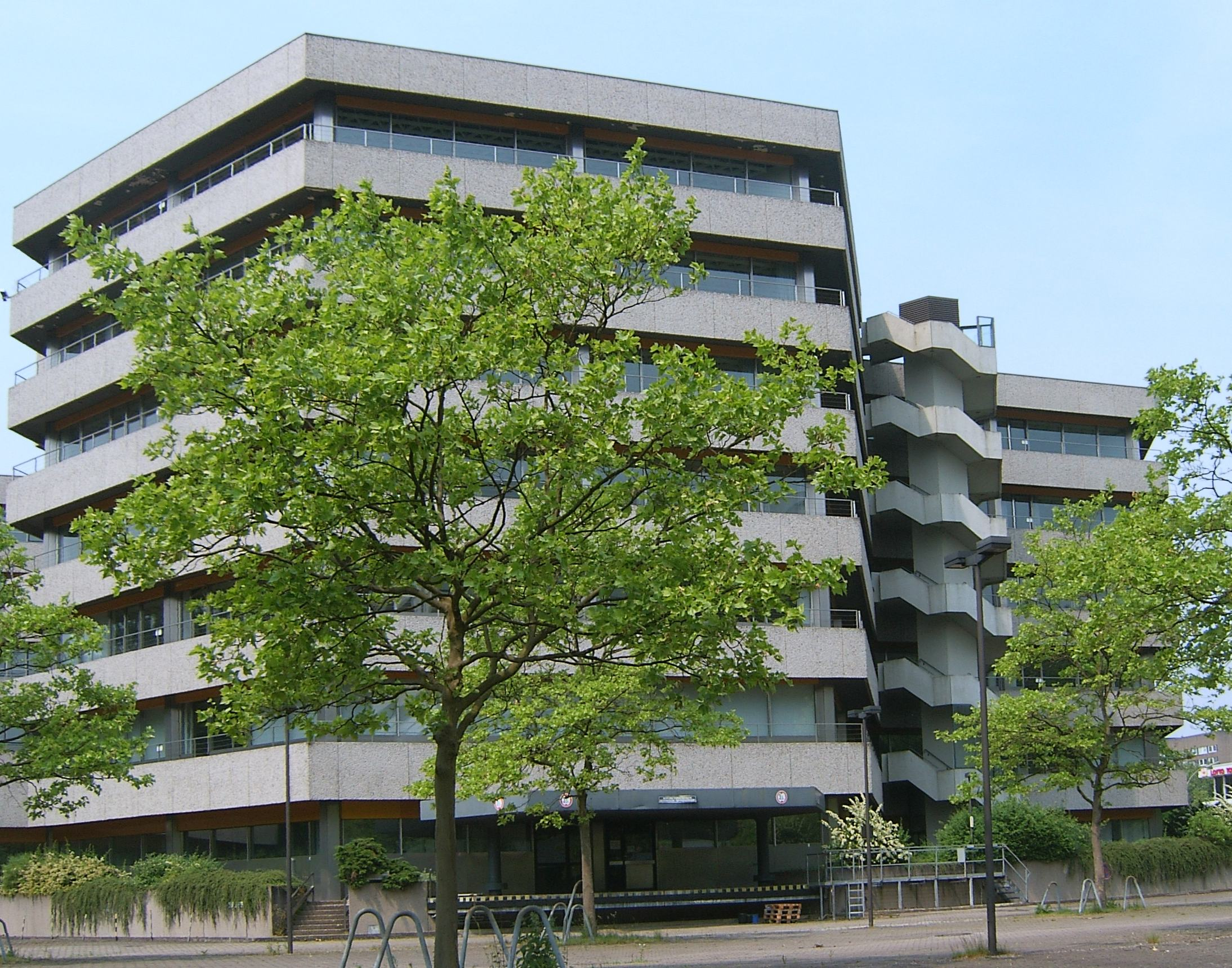
Ehemalige Hauptverwaltung der Deutschen BP AG, im Besitz der Allianz (1971), Anfang 2015 abgerissen

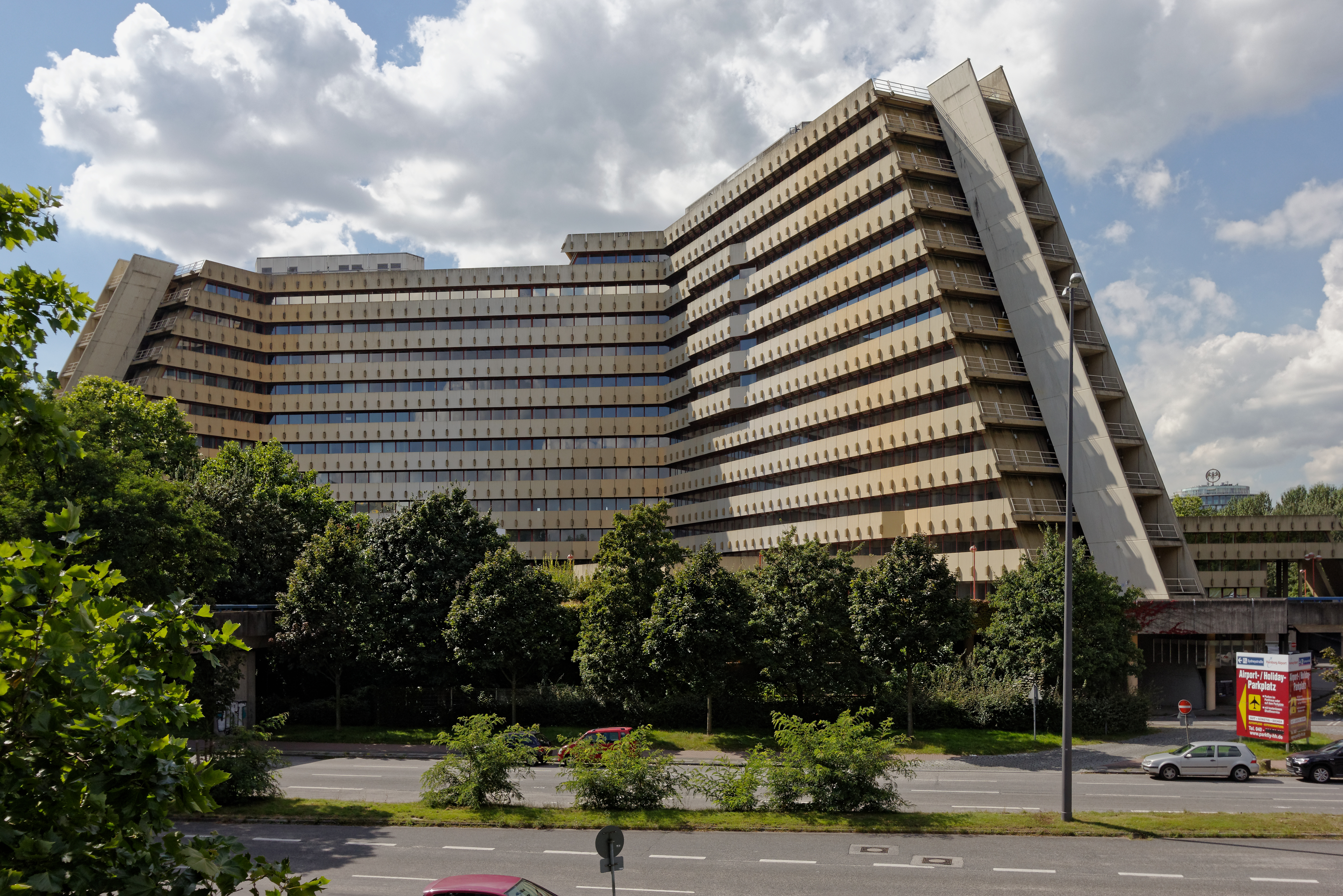
Frühere Oberpostdirektion Hamburg (1977), 2018 abgerissen

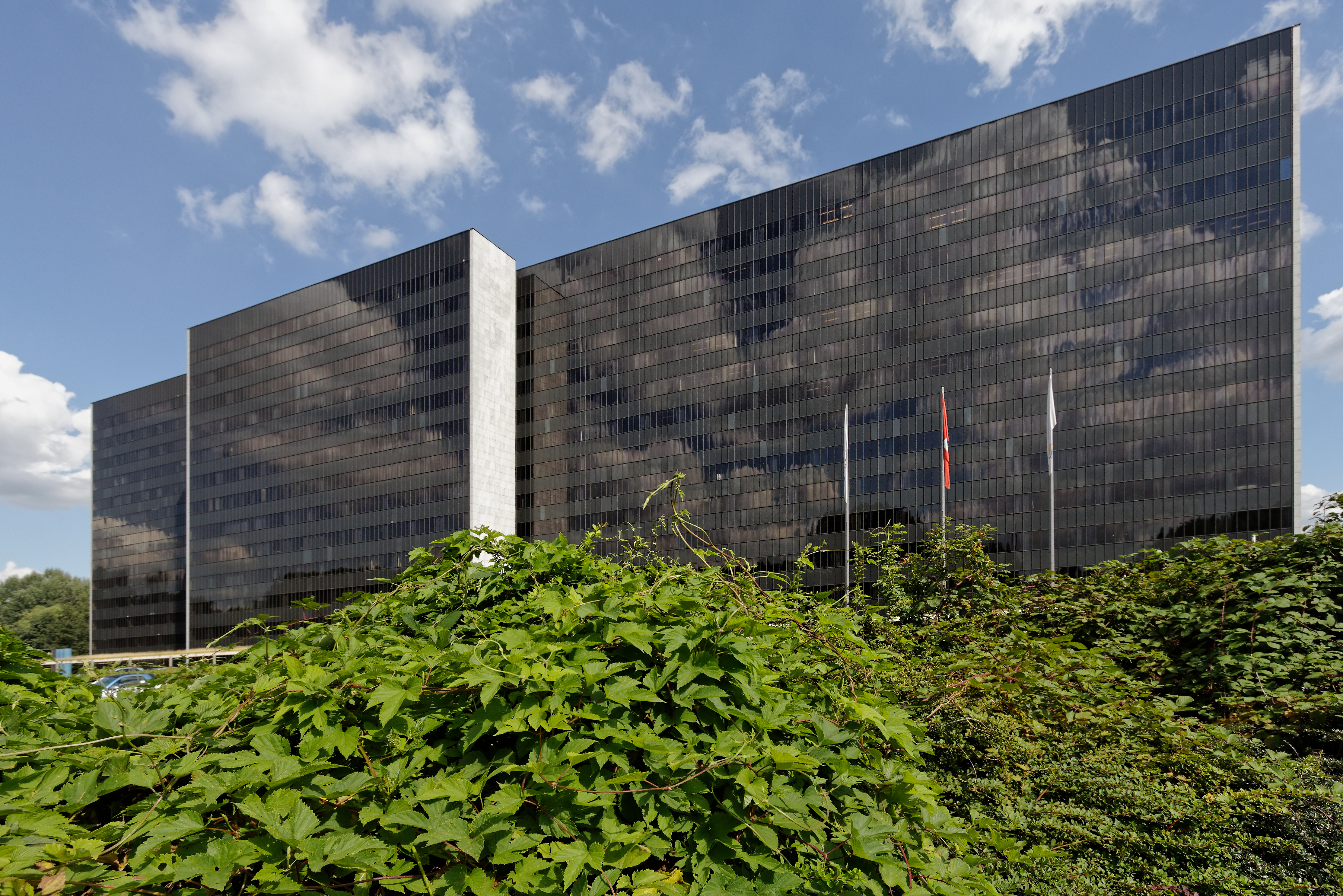
Ehemalige Hauptverwaltung der HEW, heute Vattenfall-Zentrale
Entwurf von Arne Jacobsen (1969)

Die City Nord ist eine Bürostadt im Stadtteil Hamburg-Winterhude, Bezirk Hamburg-Nord.

## Geschichte
Schon Mitte der 1950er Jahre, als die Not der Nachkriegsjahre gelindert war, zeichnete sich im Zuge des Wirtschaftswachstums in der Bundesrepublik ein großer Bedarf an Büroflächen ab. In vielen Städten waren die Innenstadtbereiche für die großen Konzerne und Verwaltungen zu klein geworden. So auch in Hamburg. Vielerorts mussten Unternehmen zusätzliche Räumlichkeiten für ihre Beschäftigten mieten. Innerstädtischer Wohnraum wurde in Büroraum umgewandelt. Nicht selten unterhielten die Konzerne 10 bis 15 Zweigstellen. Die Zergliederung und die damit verbundenen schwierigen Kommunikationswege erschwerten das Arbeiten erheblich.
Unter diesen Voraussetzungen entschieden sich viele Großkonzerne für den Neubau von Verwaltungsbauten. Ihren Anspruch für große Bebauungsflächen richteten sie an die Stadt. Einige Konzerne drohten bereits mit Wegzug, sollten sie kein Bauland erhalten. Die Bedeutung Hamburgs als wichtiger Dienstleistungsstandort stand auf dem Spiel.
Den Stadtplanern boten sich folgende Möglichkeiten: Die Hamburger Innenstadt weiter maßgeblich zu verändern und alte Bausubstanz sowie Wohnraum zugunsten der Verwaltungen zu opfern oder dezentral in Hamburg verteilt den Bau der neuen Verwaltungen zuzulassen. Die Ost-West-Straße (damaliger Name, heute Ludwig-Erhard-Straße) war bereits zum ersten Ankerpunkt für eine zusammenhängende Kette größerer Bürobauten geworden. Auch haben die Stadtplaner in der Innenstadt den Bau zweier Großverwaltungen zugelassen: die Hochhäuser der Margarine Union AG (Unilever-Haus, jetzt Emporio-Hochhaus) und des Deutschen Rings. Die Erfahrungen, die sie mit diesen beiden Verwaltungen in der Innenstadt machten, sprachen gegen weitere Baugenehmigungen dieser Größenordnung. „Die Großverwaltung der damaligen Margarine Union war ein maßgebliches Beispiel dafür, dass ein derartiges überdimensionales Gebäude nicht nur die gewachsenen Strukturen der Innenstadt durchbricht, sondern im Prinzip stadtfeindlich ist und zur Verödung der Innenstadt beiträgt“, so Christian Farenholtz.
Die Hamburger Stadtplaner erkannten, dass die großen Flächen, die die Konzerne für ihre neuen Verwaltungen beanspruchten, kommunikativ nicht in das Innenstadtleben eingebunden werden konnten. Auch sollten angrenzende Wohngebiete wie Harvestehude/Rotherbaum, Uhlenhorst und Palmaille sich nicht zu reinen Bürogebieten entwickeln. Bereits 200.000 Menschen arbeiteten in der Innenstadt. Schon zu diesem Zeitpunkt war die Verkehrsbelastung im Stadtkern extrem hoch. Die Stadtplaner suchten nach anderen Möglichkeiten.
Die ausschlaggebende Idee brachte Hamburgs Oberbaudirektor Werner Hebebrand 1956 von einem Besuch in New York mit – die Idee zu einer zweiten, dezentralen Geschäftsstadt als Entlastungszentrum. Ähnlich wie dort sollten sich die Unternehmen mit ihren Verwaltungen in einem „Commercial Park“ ansiedeln. Die Idee hielt Hebebrand bis 1959 streng geheim und besprach sie nur in einem auserwählten Kreis.
Am 14. August 1959 legte Hebebrand dem Hamburger Senat den neuen Hamburger Aufbauplan vor, dessen herausragender Bestandteil der Bau des „neuen Geschäftsgebiets für Kontorhäuser“, der späteren City Nord, war. Zwei Jahre hatte die Ausarbeitung des Plans gedauert, der nun den Aufbauplan vom 20. Juli 1950 ersetzen sollte. Über ein Jahr war er in der Verwaltung besprochen und über 500 Änderungswünsche berücksichtigt worden. Der neue Plan überzeugte den Senat. Unter dem Vorsitz von Bürgermeister Max Brauer kam es zur sofortigen Beschlussfassung. Am 16. Dezember 1960 erhob die Hamburger Bürgerschaft den Aufbauplan 1960 zum Gesetz.
Nördlich des Winterhuder Stadtparks wurde ein in seiner Lage optimales Grundstück gefunden. Es gehörte der Stadt und war mit Kleingärten und Behelfsheimen bebaut. Mit einer Größe von 117 Hektar bot das Gelände Platz für 30 bis 40 Verwaltungsgebäude und eignete sich damit bestens für den Bau einer vorstädtischen Bürostadt. Hiermit konnte der innerstädtische Ballungsraum mit 200.000 Beschäftigten entlastet und die Verkehrssituation entschärft werden. Die Innenstadt würde mit ihrer einzigartigen Alster- und Elbsituation erhalten bleiben. Keine Hochhäuser sollten die Stadtsilhouette beeinträchtigen. Den Drohungen der Unternehmen, aus Hamburg wegzuziehen, war damit begegnet. Der Startschuss für den Bau der City Nord fiel im Januar 1961.

### Städtebauliches Konzept
Die Planung der City Nord Ende der 1950er Jahre war unter anderem beeinflusst von den Lehrsätzen der von Le Corbusier niedergelegten „Charta von Athen“ (1933). Sie setzte europaweit fast 30 Jahre lang Maßstäbe mit der Leitvorstellung „Licht, Luft, Sonne“ und der vierteiligen Funktionstrennung „Wohnen, Arbeiten, Erholung, Verkehr“. Den Stadtbewohnern sollte ein angenehmeres und besseres Leben ermöglicht werden. Die City Nord greift in ihrer Gesamtgestaltung eine Vielzahl der Prinzipien der Moderne auf und integriert diese. Sie vermittelt darüber hinaus aufgrund der offenen Planungsweise, der Imagebildung durch die Gebäude und der Identifikation der Benutzer mit ihrem Gebäude auch Prinzipien des Strukturalismus. Resultat war ein neu gedachter und neu wahrgenommener Stadtraum, die aufgelockerte Stadt in der Stadt – eine moderne Bürostadt im Grünen.
Die Bauherren erhielten durch einen flexiblen, städtebaulichen Rahmenplan die Möglichkeit, unterschiedliche Vorstellungen ihres Bürohauses zu verwirklichen und vielfältige Entwicklungen umzusetzen. Zu der Zeit steckte die Automatisierung des Bürobetriebes noch in den Anfängen und man konnte über die Entwicklungsmöglichkeiten nur spekulieren.
Im Durchführungsplan „D 100“ von 1961 wurde der gesetzliche Rahmen für den Bau der City Nord geschaffen. Hier war festgelegt, welche Straßenflächen erforderlich waren, wo öffentliche Grünflächen angelegt werden mussten und auf welchen Gebieten gebaut werden durfte.
Die Ausarbeitung des städtebaulichen Grundkonzepts für die City Nord nahm ab 1958 ein Dreierteam unter der Leitung von Werner Hebebrand vor: Christian Farenholtz (damals Baurat), Gerhard Dreier (damals Angestellter der Baubehörde) und Hans Dieter Luckhardt (freischaffender Architekt). Der Durchführungsplan „D 100“ wurde am 19. Juni 1961 verabschiedet. Er definiert die Grundrissgestaltung, Struktur und Funktion für die Bebauung der City Nord.
Der „D 100“ sah Richtlinien für eine freie Bebauung vor. Das eigentliche Gelände für die Gewerbenutzung umfasst im Jahr 1960 nur 41 % des gesamten Planungsgebiets. Es wird in 22 Grundstücke aufgeteilt. In den Erläuterungen zum „D 100“ wurde empfohlen, dass die Größe der Grundstücke mindestens 8000 Quadratmeter betragen müsse. Außerdem wurden die Art und das Maß der baulichen Nutzung der Grundstücke festgelegt. Der Abstand eines Gebäudes zur benachbarten Grundstücksgrenze muss mindestens die halbe Gebäudehöhe betragen. Es durften nur 50 % der Fläche versiegelt bzw. bebaut werden. Die Geschossflächenzahl war auf zunächst 1,5 begrenzt. Pro 50 Quadratmeter Geschossfläche sollte ein Pkw-Stellplatz zur Verfügung stehen. Ein großer Teil dieser Stellplatzmöglichkeiten wurde daraufhin in den ersten Geschossen der Bürogebäude und in Tiefgaragen untergebracht. Die Vorgabe verlangte, dass damit 60 % der geforderten Parkplätze abgedeckt waren. Aufgrund des nahe gelegenen Flughafens wurde die Höhe der Häuser am Südrand des Areals auf höchstens 50 Meter, am Nordrand sogar auf nur 40 Meter festgelegt.
Die Planung sah vor, den Fußgänger unabhängig von der Straßenführung auf zielgerichteten und axialen Wegen zu leiten. Im Westen der City Nord, der im zweiten Bauabschnitt errichtet wurde, bewirkte Christian Farenholtz, dass die Fußwege vollständig vom Verkehr getrennt werden. Der Verkehr sollte ungehindert fließen. Entsprechend wurden die Fußwege auf eine Ebene 1, vier bis fünf Meter über der Straße, verlagert. Hier befinden sich auch die Eingänge der Gebäude auf der oberen Ebene, sozusagen im ersten Obergeschoss.
Die City Nord wurde mit drei Bürohausgebieten geplant, die die Bauphase in drei Abschnitte gliederten. Im ersten Bauabschnitt wurde der östliche Teil, im zweiten Bauabschnitt der westliche und im dritten der nördliche Teil gebaut. Diese Bürobauten gruppierten sich um die in der Mitte der City Nord befindlichen Zentrale Zone. Das Grundgerüst bildete ein Haupterschließungsbogen – der Überseering – und der City-Nord-Park als Fortsetzung des südlich der City Nord gelegenen Hamburger Stadtparks.
Ein wesentlicher Bestandteil der Planung war die Grünfläche. Um dem Leitbild einer „Bürostadt im Grünen“ gerecht zu werden, wurden die neuen Eigentümer verpflichtet, mindestens 35 % der Grundstücke für Grünflächen (später auf 25 % verringert) vorzuhalten. Ein Freiraumkonzept sollte für die Gestaltung des Außenraumes entwickelt werden.

### Realisierung der City Nord
Die Kaufverhandlungen für den ersten Bauabschnitt begannen 1960 und waren 1964 abgeschlossen. Parallel dazu musste das Gebiet geräumt werden. Das rund 120 Hektar große Gelände bestand 1959 aus 1850 Kleingartenparzellen mit 1250 bewohnten Behelfsheimen, 1700 Wohnparteien. Dort wohnten mit einer Wohndichte von 37 Quadratmeter pro Einwohner rund 4300 Bewohner.
Die City Nord wurde geplant als Bürostadt für Verwaltungen, vor allem von Großkonzernen. Über eine Klausel im Kaufvertrag des Grundstückes waren die Bauherren verpflichtet, Architektenwettbewerbe durchzuführen. Angestrebt war bestmögliche Qualität ohne zu enge Vorgaben. Entsprechend verzichtete man auf das Festlegen von einheitlichen Baulinien. Die architektonische Gestaltungsfreiheit führte zu individuellen Solitärbauten, die auch der Selbstdarstellung der Firmen dienten. Eigentümer, die später Grundstücke übernahmen, waren nicht mehr an die Durchführung von Wettbewerben gebunden.
Die Bauwettbewerbe für die Phase 1 fanden von 1962 bis 1965 statt. Der erste Wettbewerb beinhaltete die Auslobung für das Verwaltungsgebäude der Hamburgischen Electricitäts-Werke (HEW). Mitte 1964 begannen die Bauarbeiten an den ersten Bürogebäuden, 1966 wurden die ersten drei Gebäude bezogen. 1967 waren der 2. Bauabschnitt und der 1. Abschnitt des Zentralen Areals für die Erschließung vorbereitet. Neben dem nördlichen Bürohausgebiet entstand ein Gewerbehof, der die für die Geschäftsstadt notwendigen Versorgungsbetriebe wie Fernkälte, die gewerblichen und handwerklichen Dienste beherbergt. Mit der Fertigstellung der Zentralen Zone im Jahr 1974 kam vorerst die Realisierung des ambitionierten städtebaulichen Gesamtkonzepts zum Abschluss.

### Markante Solitäre

#### Vattenfall, Überseering 12
Eines der bekanntesten Gebäude der City Nord ist die Hauptverwaltung der damaligen Hamburgischen Electricitäts-Werke (HEW, heute Vattenfall Europe AG), das nach Plänen von Arne Jacobsen ab 1966 erbaut und 1969 bezogen wurde. Das Haus besticht durch seine klare Form. 6500 dunkle Scheiben spiegeln auf einer Gesamtlänge von 153 Metern das Spiel der Wolken wider. Das damalige HEW-Haus wurde zu einer Zeit errichtet, in der die Technisierung von Gebäuden im Vordergrund stand und der Energieverbrauch keine große Rolle spielte. Vor diesem Hintergrund ist es nicht selbstverständlich, dass ein vollklimatisiertes Verwaltungsgebäude aus den 1960er Jahren heute als Vorzeigeobjekt für eine nachhaltige und umweltschonende Bewirtschaftung gilt. Mit „Platin“ erhielt Vattenfall am 11. Dezember 2013 die höchste Auszeichnung, die einem Gebäude in der LEED Systemvariante „LEED for Existing Buildings – Operation and Maintenance“ (übersetzt: LEED für Bestandsgebäude – Bewirtschaftung und Nachhaltigkeit“) verliehen werden kann. Das Haus ist das erste in Hamburg, das diese Zertifizierung erhielt und erst das vierte bundesweit. Seit 2013 steht es unter Denkmalschutz.

#### Haus am Kapstadtring 1, seit Mai 2018 Apartment-Hotel
Ehemals von der Claudius Peters AG erbaut, war dieses Gebäude das erste Bürohaus in der City Nord, das am 6. Juni 1966 bezogen wurde. Architekten: Peter Neve und Herbert Sprotte. Das Gebäude mit seiner reduzierten Formensprache im Zeitgeist der Moderne ist typisch für die Architektur des Übergangs der 1950er in die 1960er Jahre. Seit 2013 steht es unter Denkmalschutz. Nach seiner Revitalisierung unterscheidet sich das äußere Erscheinungsbild trotz kompletter Entkernung kaum von seinem ursprünglichen. Im Original erhalten blieben erhaltenswerte Elemente wie der mit Holz vertäfelte Eingangsbereich und das Archiv.

#### Allianz, Kapstadtring 2, ehemals Hauptverwaltung derEsso Deutschland
Im Jahr 1968 wurde am Kapstadtring die Zentrale der Esso Deutschland nach einem Entwurf des Hamburger Architekturbüros Schramm und Jürgen Elingius errichtet. Ausführende Architekten waren Jost Schramm, Gerd Pempelfort und Herbert Grossner. Das Konzept: Zwei kurze Großraumflügel in Ost-West-Ausrichtung und zwei lange Einzelbüroflügel in Nord-Süd-Ausrichtung, die windmühlenartig um einen gemeinsamen Kern verbunden sind. Es war das erste Bürogebäude in Deutschland, das für die Personenbeförderung Fahrtreppen vorsieht. Für die Allianz wurde das Gebäude von 2010 bis 2012 vollständig revitalisiert. Einige Elemente wie Teile der grünen, handglasierten Ziegelwand im Erschließungskern und der ehemalige Empfangsraum des Vorstandes der Esso AG blieben erhalten. Das Haus steht seit 2013 unter Denkmalschutz.

#### Ehemalige Oberpostdirektion (City Nord) am Überseering 30, auch bekannt als Postpyramide

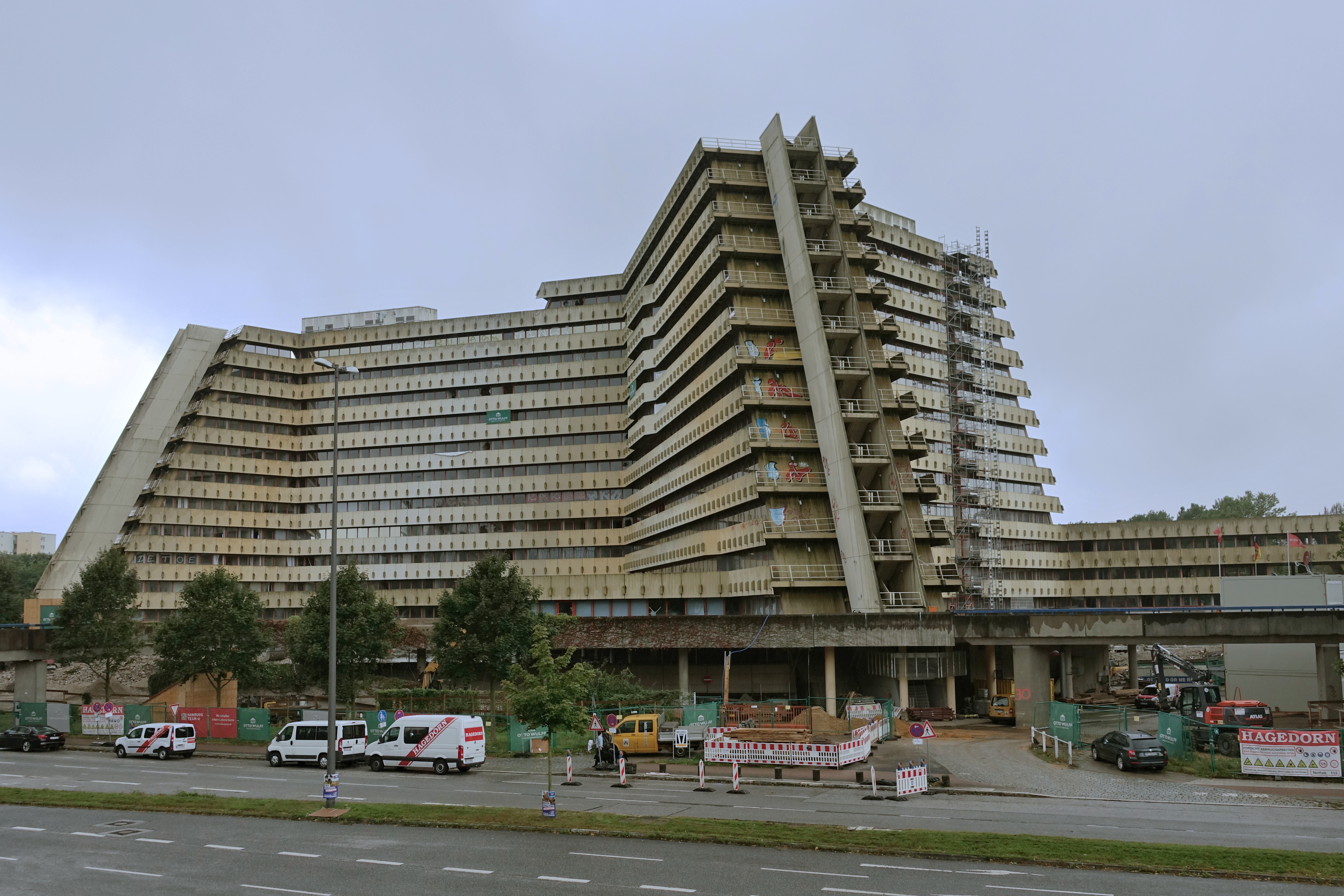
Die ehemalige Oberpostdirektion (Postpyramide) während der Abrissarbeiten im September 2017

Das zuvor denkmalgeschützte, aber völlig verwahrloste Gebäude wurde 2018 abgerissen. Der monumentale Bau galt als bedeutender Vertreter des Brutalismus und prägte die City Nord seit den späten 1970er Jahren.

#### Ehemaliges Postamt 60 (City Nord) am Überseering 17/Mexikoring 22
Der Gebäudekomplex  wurde 1974 fertiggestellt. Architekten waren die Eheleute Prof. Friedrich und Ingeborg Spengelin. Eigentümer bis 2005 war die Deutsche Post. Das Gebäude wurde 2022 abgerissen, weil sein Eigentümer es durch einen Neubau ersetzen möchte. Das Gebäude stand nicht unter Denkmalschutz, allerdings führte der Hamburger Denkmalverein dieses Gebäude unter der Rubrik „Gefährdete Denkmäler“.

#### Bürohaus Ü35, Überseering 35, ehemals Hauptverwaltung der Deutschen Shell
Das ehemalige Shell-Haus wurde 1971 bis 1974 nach dem Entwurf des Architekturbüros von Gerkan, Marg und Partner gebaut und ist mit 13 Geschossen und über 60 Metern Höhe das höchste Gebäude in der City Nord. Zwei winkelförmige Bürotrakte ergeben versetzt angeordnet ein Kreuz, das sich über einen dreigeschossigen Sockelbereich erhebt. Großraum- und Einzelbüros wurden im Verhältnis von 15 zu 85 Prozent realisiert. Das Gebäude steht seit 2013 unter Denkmalschutz.

#### EDEKA, New-York-Ring 6
Das Edeka-Gebäude wurde 1972 bis 1974 errichtet. Architekten: Siegfried Wolske und Peter Erler. Markantes Element bildet die Fassade, die wie kein anderes Gebäude in der City Nord die Fluchtbalkone so exponiert im hellen Sichtbeton zeigt. Eine Idee, die erstmals der japanische Architekt Kenzo Tange mit dem Verwaltungsgebäude der Präfektur Kagawa in Takamatsu (1955/58) zeigte. Während die Fassade im Original erhalten wird, wurde das Innenleben umfassend modernisiert und zeigt nicht mehr die Handschrift der Architekten Wolske und Erler. Auch dieses Haus steht seit 2013 unter Denkmalschutz.

#### ERGO, Überseering 45
Die Hauptverwaltung der Hamburg-Mannheimer (jetzt ERGO Group) wurde von 1971 bis 1974 erbaut, Architektengemeinschaft: Friedrich Spengelin, Ingeborg Spengelin, Lothar Loewe, Heinz Graaf, Peter P. Schweger + Partner. Die Grundform des Gebäudes besteht aus flachen Sechseck-Strukturen, die sich um drei Erschließungstürme gruppieren. Die sternartige Grundform kaschiert das enorme Volumen des Gebäudes. Mit über 6000 Quadratmetern Fläche beinhaltet es einen der größten Großräume Europas. Umfangreiche Modernisierungen an der Haustechnik und der Klimaanlage konnten den Energieverbrauch in dem vollklimatisierten Gebäude um gut 70 Prozent senken.

### Verkehrsanbindung
Der rasante Zuwachs des Kfz-Verkehrs veranlasste die Stadtplaner, eine autofreundliche City Nord zu planen. Favorisiert wurde die Idee einer Autogerechten Stadt, entsprechend wurden keine Schnellbahnhöfe eingeplant. Der zentrale Straßenzug Überseering wurde mit zahlreichen Fußgängerbrücken versehen, um die Trennung von Fußgängern, Radfahrern vom motorisierten Verkehr zu realisieren. Direkt östlich der City Nord sollte die Autobahn A 25 als Verbindung zwischen der (heutigen) A 7 über den Flughafen Hamburg mit dem Horner Kreisel gebaut werden. Zwischen der City Nord und dem südlich anschließenden Stadtpark verläuft der Ring 2, ein Teil des in den 1970er Jahren ausgebauten Ringstraßensystems von Hamburg.
Nach Fertigstellung der ersten Gebäude wurde die S-Bahn-Station Rübenkamp um einen zusätzlichen südlichen Zugang erweitert. 1975 erfolgte die Einfügung der U-Bahn-Station Sengelmannstraße an der bestehenden, nördlich der City Nord vorbeiführenden U-Bahn-Linie U1. Geplant war, bis Mitte der 1980er Jahre eine weitere U-Bahn-Linie (U4) von der Innenstadt durch Winterhude zur U1-Station Sengelmannstraße mit einer weiteren Station Jahnring am südlichen Ende der City Nord zu errichten. Diese Strecke wurde aber jahrzehntelang nicht gebaut, erst im Jahr 2022 begannen Bauarbeiten für diese Strecke, die ab 2029 von der U-Bahn-Linie 5 befahren werden soll. Stattdessen wurden seit den 1960er Jahren Stadtbuslinien von den benachbarten Schnellbahnstationen Barmbek (U2, U3, S1, S11), Kellinghusenstraße/Hudtwalckerstraße (U1, U3), später auch Alsterdorf (U1) und Borgweg (U3) eingerichtet. Eine spezielle „Eilbus“linie (E17) verband die City Nord mit dem Schnellbahn- und Busknoten Bahnhof Barmbek ohne Zwischenhalt und nur zu den Hauptverkehrszeiten in Lastrichtung. Inzwischen wird die City Nord zusätzlich durch die Metrobuslinien 20, 23, 26 und die Stadtbuslinien 118 und 179 an viele andere Stadtteile direkt angebunden.

## Zahlen und Fakten
- Gesamtgröße: 1127 ha
- Nettobauland: 45 ha
- Nutzfläche: 84 ha
- Zentrales Areal Nettobauland: 6,6 ha
- Zentrales Areal Geschossfläche: 20 ha
- City Nord Park: 8 ha
- Gesamtfläche Parkanlage: 14 ha
- Anzahl Grundstücke: 23
- Anzahl der Unternehmen: 300
- Anzahl der Beschäftigten: 28.000
- Anzahl der privaten Stellplätze: 13.500
- Entfernung zum Flughafen Fuhlsbüttel: 3 km
- Entfernung zur Innenstadt: 6 km

## City Nord im Wandel der Zeit
Die Veränderungen in den Arbeitsabläufen, insbesondere durch technische Neuerungen wie anfangs die Einführung von Bildschirmarbeitsplätzen, veränderten im Verlauf der Jahre die Anforderungen an die Räumlichkeiten. Durch die von Anfang an durchdachte Funktionalität in vielen Unternehmenshäusern können in vielen Gebäuden Büroräume durch flexible Wände unterschiedlich groß gestaltet werden.
In den 1990er Jahren erlebte die City Nord einen Imageverlust. Unternehmen strukturierten sich neu und zogen zum Teil weg. Zudem war das Konzept der Großraumbüros, das vielfach in der City Nord realisiert worden war, zu der Zeit weitgehend überholt. Es kam zu größeren Leerständen.
Im Jahr 2000 gründete sich die Grundeigentümer-Interessengemeinschaft City Nord GmbH (kurz GIG), ein Zusammenschluss der in der City Nord ansässigen, großen Unternehmen. Sie setzt sich für eine Vitalisierung und Imageverbesserung der Bürostadt ein und möchte zudem die Bedingungen für die Menschen, die in der City Nord leben und arbeiten, verbessern. Seit dem 16. Oktober 2015 führt die Gesellschaft den neuen Firmennamen GIG City Nord GmbH. „GIG“ beinhaltet nicht mehr die Bezeichnung „Grundeigentümer“, sondern darf als Wortspiel mit dem englischen Wort „gig“ (Deutsch: Auftritt) verstanden werden. Neben den eigentümergeführten Häusern sind heutzutage auch einige Großunternehmen in gemieteten Objekten in der City Nord ansässig.
Heute erlebt die City Nord eine Renaissance. Fast alle Gebäude in der City Nord sind saniert, modernisiert und nahezu vollständig vermietet. Seit 2007 verzeichnet die Bürostadt kontinuierlich eine Leerstandsquote von unter 3 % und nimmt mit diesem niedrigen Leerstand einen Spitzenplatz am Hamburger Immobilienmarkt ein.

### Diskussionen um die Zukunft der City Nord
Um die Jahrtausendwende, zu einer Zeit, als die City Nord noch unter einem schlechten Image litt, war die Bürostadt auch in den Fokus der Stadt Hamburg gerückt. Seit dem Beschluss des Stadtentwicklungsausschusses der Bürgerschaft im Jahr 1999 wurde über die folgenden Jahre immer wieder die zukünftige Entwicklung der City Nord diskutiert, auch über die grundsätzliche Abkehr vom Leitbild der City Nord. Erörtert wurde die Verdichtung des Areals mit mehr Wohnraum. Dabei wurde auch die Bebauung der Grünflächen in Betracht gezogen. Städtebaulich-freiraumplanerische Wettbewerbe befassten sich mit der City Nord. Relevante Veränderungen hinsichtlich mehr Wohnen oder einer stärkeren Belebung durch kulturelle Einrichtungen gab es jedoch nicht.
2007 fand sich ein Arbeitskreis zum Thema City Nord zusammen, dem Vertreter aus Politik, Behörde und die „GIG“ in Vertretung der Unternehmen der City Nord angehörten. Herausragendes Element in den vielen Diskussionen war der Beschluss, dass das Leitbild der City Nord, die Bürostadt im Grünen, erhalten bleibt. Gleichwohl zeigte sich der Kreis offen für bauliche Veränderungen in der City Nord. Mitunter wurde auch die Möglichkeit einer Wohnbebauung am Rand der City Nord in Betracht gezogen.
Auf Grundlage der Arbeitsergebnisse dieser Arbeitsgruppe beauftragte das Bezirksamt Hamburg-Nord 2008 das Stadtplanungsbüro „ELBBERG Stadt – Planung – Gestaltung“ mit der Erarbeitung eines Masterplanes City Nord. Dieser erschien im Januar 2011. Er konkretisiert das Leitbild der „Bürostadt im Grünen“, prüft verschiedene Nutzungsergänzungen und fokussiert sich insbesondere auf eine Aufwertung der „Mitte“, dem Zentrum der City Nord, auch bekannt unter dem Arbeitstitel „Zentrale Zone“.

### Bauaktivitäten
Insbesondere seit Mitte der 2000er Jahre investierten Eigentümer Millionensummen in ihre Häuser. Nicht erhaltenswerte Gebäude wurden abgerissen, so dass auch weitgehend veraltete Strukturen von Großraumbüros verschwanden. Viele Neubauten entstanden. Da die meisten Großunternehmen auf ihren Arealen etwa nur 75 % ihrer Baumöglichkeiten nutzten, besteht auf vielen Grundstücken noch die Möglichkeit einer Nachverdichtung. In wenigen Ausnahmen wurde für bestimmte Areale das Baurecht geändert, so dass beispielsweise auf dem Areal der ehemaligen BP-Zentrale mit dem ausgegliederten Bebauungsplan Winterhude 39 eine deutlich dichtere Bebauung als ursprünglich vorgesehen möglich wurde.
Die meisten Veränderungen gab es im Osten der City Nord, dort, wo der erste Bauabschnitt realisiert worden war.

#### Der Osten, aus alt wird neu
Der Startschuss für den Bau der City Nord fiel 1964 im Osten der Bürostadt. Über 50 Jahre später zeigt sich, dass von der ursprünglichen Bausubstanz nicht mehr viel erhalten ist. Verschwunden sind die Gebäude der Verwaltungsberufsgenossenschaft, der Landesversicherungsanstalt, der Iduna Nova (heute Signal Iduna) am Kapstadtring und des Ölkonzerns BP am Überseering 2. Der Wandel begann im Jahr 2003, als Signal Iduna den ersten Neubau am Kapstadtring 8 errichten ließ.
Im gleichen Jahr vollzog Nordmetall eine Kernsanierung und Aufstockung des ehemaligen Gebäudes der Hoechst AG am Kapstadtring 10. Ein Jahr später ersetzte das „Oval Office“ das Gebäude der Landesversicherungsanstalt am Überseering 10. 2012 zog die Allianz in das denkmalgeschützte und revitalisierte, ehemalige Esso-Haus am Kapstadtring 2.
2015 folgte der Abriss der ehemaligen BP-Zentrale. Hier entstanden zwei Neubauten. Zum einen das im Sommer 2017 fertiggestellte, ellipsenförmige Hotel Holiday Inn, das mit seinen 18 Geschossen und einer Höhe von 60 Metern fast alle Gebäude in der City Nord überragt. Mit 297 Zimmern zählt es zu den größten Hotels Hamburgs. Pächter und Betreiber des Hotels ist die Wiesbadener Bierwirth & Kluth Hotel Management GmbH. Franchisegeber ist die Intercontinental Hotels Group (IHG), eines der weltweit führenden Hotelunternehmen. Zum anderen die Zentrale der Deutschen Telekom mit neun Geschossen und einer Fläche von rund 34.000 m² für rund 1600 Beschäftigte. Das Gebäude wurde im Herbst 2016 bezogen.
Unweit von hier wurde im Sommer 2016 der neue Bürokomplex „Ü 8“ der Hansainvest am Kapstadtring 7 fertiggestellt. Das Besondere: Geschossgärten offerieren Erholungsflächen mitten im Gebäude. Das Gebäude wird unter anderem Sitz der RWE Innogy, der Vestas Deutschland GmbH und der Akquinet AG.
Zeitgleich begann im Jahr 2016 die Kernsanierung des zukünftigen und unter Denkmalschutz stehenden Boardinghouses am Kapstadtring 1. Es war das erste Gebäude in der City Nord, das am 6. Juni 1966 von der Claudius Peters AG bezogen wurde. Die Sanierung nimmt der neue Eigentümer, die ISARIA Wohnbau AG, in enger Abstimmung mit dem Denkmalschutzamt vor. Voraussichtliche Fertigstellung ist im Jahr 2018.
Das Vattenfall-Haus im Nordosten der City Nord gilt als Vorzeigeobjekt für Gebäude, die unter Denkmalschutz stehen. Technisch auf dem aktuellen Stand, erhielt das Gebäude mit „LEED-Platinum“ die höchst mögliche Auszeichnung in der Kategorie der Bestandsgebäude.

#### Pläne für den Westen
Mit der Projektplanung „Ü30 – Ipanema“ wird das Areal Überseering 30, auf dem sich derzeit noch die ehemalige Oberpostdirektion befindet, zur aktuellen Großbaustelle in der City Nord. Im Sommer 2015 wurde in Zusammenarbeit mit dem Bezirksamt Hamburg-Nord ein Architektenwettbewerb ausgelobt, dessen Ziel die Entwicklung eines städtebaulichen Konzepts für das Areal war. Als Sieger ging das Hamburger Büro KBNK Architekten hervor. Der Entwurf sieht eine Mischlösung für Wohnen und Büro mit einer Bruttogeschossfläche von insgesamt 66.000 m² vor – 48.000 m² fürs Wohnen und 18.000 m² fürs Gewerbe. Das Bebauungsplanverfahren wurde Anfang 2017 abgeschlossen. Der Abriss der alten „Postpyramide“ hat begonnen. Im Einklang mit dem Gesamtensemble City Nord entsteht auch hier ein Solitär.
Ein weiteres Sanierungsvorhaben begann im Sommer 2016 im Gebäudekomplex am New-York-Ring 13. Die EDEKA AG erwarb das Areal Ende 2014 und nutzt die Gebäude nun für sich selbst. Im gleichen Zuge ließ EDEKA eine neue Fußgängerbrücke im Westen der City Nord errichten. Im gleichen Aussehen wie die anderen denkmalgeschützten Brücken bildet sie die direkte fußläufige Verbindung zwischen den beiden EDEKA-Häusern.
Schon Mitte der 1990er Jahre entstand im Westen das Bürogebäude am Überseering 32/34, der sogenannte „Silberling“. Eigentümer ist die ERGO Versicherungs AG. Architekten: Schweger + Partner (ASP). Sie hatten bereits bei der Errichtung der Hauptverwaltung der ehemaligen Hamburg-Mannheimer, heutige ERGO, mitgewirkt.

#### Entwicklungen im Zentrum
Angesichts dieser vielen Veränderungen richtet sich der Blick immer wieder auf die „Mitte“, das Zentrum der City Nord. Schon lange zeichnet sich ab, dass die „Mitte“ in ihrer baulichen Gestalt nicht mehr zeitgemäß ist. Hier und da hat sie in den vergangenen Jahr eine Schönheitskur erhalten, doch bauliche Veränderungen gab es keine wesentlichen. Einzig das Parkhaus, das zum Bestand der ehemaligen BP-Zentrale zählt und unter Denkmalschutz steht, wurde 2016 revitalisiert. Weitere Bauaktivitäten meldete der Eigentümer HWS-Immobilien für seinen Bereich am City Nord Park an. Zu einer Umsetzung kam es bislang jedoch nicht. Im März 2012 zog das mittlerweile geschlossene Möbelhaus „Die Wäscherei“ aus der Jarrestraße (Winterhude) in eigens für das Unternehmen sanierte Räume in den Mexikoring. Im Oktober 2012 eröffnete „Die Wäscherei“ sowie im selben Haus ein zweites Möbelgeschäft: „My Mexiko“.
Das Zentrum in der City Nord gehört einem Konglomerat verschiedener Eigentümer. Einer der Haupteigentümer, der rund die Hälfte des Areals besitzt – vorwiegend die nördliche Hälfte, ist das Unternehmen Helmut Greve. Verwaltet wird es durch FIDES Grundstücks- und Wohnungsgesellschaft mbh. Ein weiterer großer Bereich im Süden des Zentrums gehört Ejendomsselskabet Nordtyskland Kommanditaktieselskab. Weitere Eigentümer sind HWS Vermögensverwaltung & Immobilien und die Deutsche Immobilien AG, die erst 2017 das Postamtsgebäude (Überseering 17/Mexikoring 22) erworben hat.

#### Flüchtlingsunterbringung
Seit 2023 sind im ehemaligen Komplex der Deutschen Postbank AG über 1500 Flüchtlinge, insbesondere aus der Ukraine, untergebracht.

## Denkmalschutz
Schon im Jahr 2002 plante das Hamburger Denkmalschutzamt, einzelne Gebäude und/oder sogar das Gesamtensemble City Nord unter Denkmalschutz zu stellen. Hiergegen protestierten die Eigentümer massiv. Sie befürchteten, dass die Auflagen des Denkmalschutzamtes Anpassungen an neue Bedürfnisse erheblich erschweren oder gar verhindern würden.
Unter Federführung der Grundeigentümer-Interessengemeinschaft City Nord (GIG) wurden im Februar 2003 Schreiben an die jeweiligen Senatoren für Kultur, Finanzen, Wirtschaft und Bau mit dem Hinweis auf die Konsequenzen des Denkmalschutzes geschickt. Weiterhin versandte die Interessengemeinschaft im April 2003 im Namen der betroffenen Eigentümer und als Vertreter der gesamten Unternehmen der City Nord einen Brief an den Ersten Bürgermeister Ole von Beust mit gleichlautendem Inhalt. Persönliche Gespräche zwischen Unternehmen und Senat auf bilateralem Wege unterstützten das Anliegen, den Denkmalschutz in der City Nord zu verhindern. Am 25. Juli 2006 erklärt der Erste Bürgermeister von Beust in einem Schreiben an die betroffenen Eigentümer und an die GIG, dass das Denkmalschutzamt entschieden hat, die „Einzelunterschutzstellung im Bereich der City Nord vorerst nicht weiter zu verfolgen“.
Seit dem 1. Mai 2013 ist die City Nord mit Inkrafttreten des neuen Denkmalschutzgesetzes nach dem Ipsa-lege-Prinzip (Lat.: durch das Gesetz selbst) mit lediglich nachrichtlicher Denkmalliste durch das Denkmalschutzgesetz unmittelbar als Ensemble unter Schutz gestellt. Dieser umfasst auch die „Gebäude[…] Kapstadtring 1, 3 (Claudius Peters AG), Kapstadtring 2 (ESSO AG), New-York-Ring 6 (Edeka), Überseering 2 (Deutsche BP), Überseering 3 (BP, Parkhaus), Überseering 12 (HEW), Überseering 24 (IBM), Überseering 35 (Shell), [die] Straßen, Fußgängerbrücken und [die zentrale] Grünzone als konstituierende[…] Bestandteile[…] sowie [die] Gebäude[…] Jahnring 31, 35, Kapstadtring 5, 4-10, Mexikoring 1-37, New-York-Ring 1-15, 2-4, 6a, Überseering 1, 5-33, 37-45, 4-10, 14-22, 26-40“.
Für die betroffenen Häuser in der City Nord begann mit dem Zeitpunkt die Feinabstimmung mit dem Denkmalschutzamt. Den Eigentümern liegt daran, ihre Häuser auch weiterhin den gegenwärtigen und zukünftigen Anforderungen an ein modernes Arbeitsumfeld und eine moderne Haustechnik anpassen zu können. Der Erhalt der City Nord als einzigartige Bürostadt mit den architektonischen Elementen der Moderne ist nicht in Frage gestellt. Schon vor Bestehen des Denkmalschutzes erhielten Unternehmen wie Vattenfall, Tchibo, Edeka, Hamburg-Mannheimer oder Nordmetall bei der Modernisierung ihrer Gebäude ursprüngliche Charakteristika.
Aufgrund ihrer Unwirtschaftlichkeit kann nicht jedes Gebäude erhalten werden. So stand das BP-Gebäude über zehn Jahre leer. Eine Abrissgenehmigung lag vor der Unterschutzstellung im Jahr 2013 schon seit 2003 vor. 2014 durfte das Gebäude abgerissen werden.

## Verwaltungsgebäude (Auswahl)

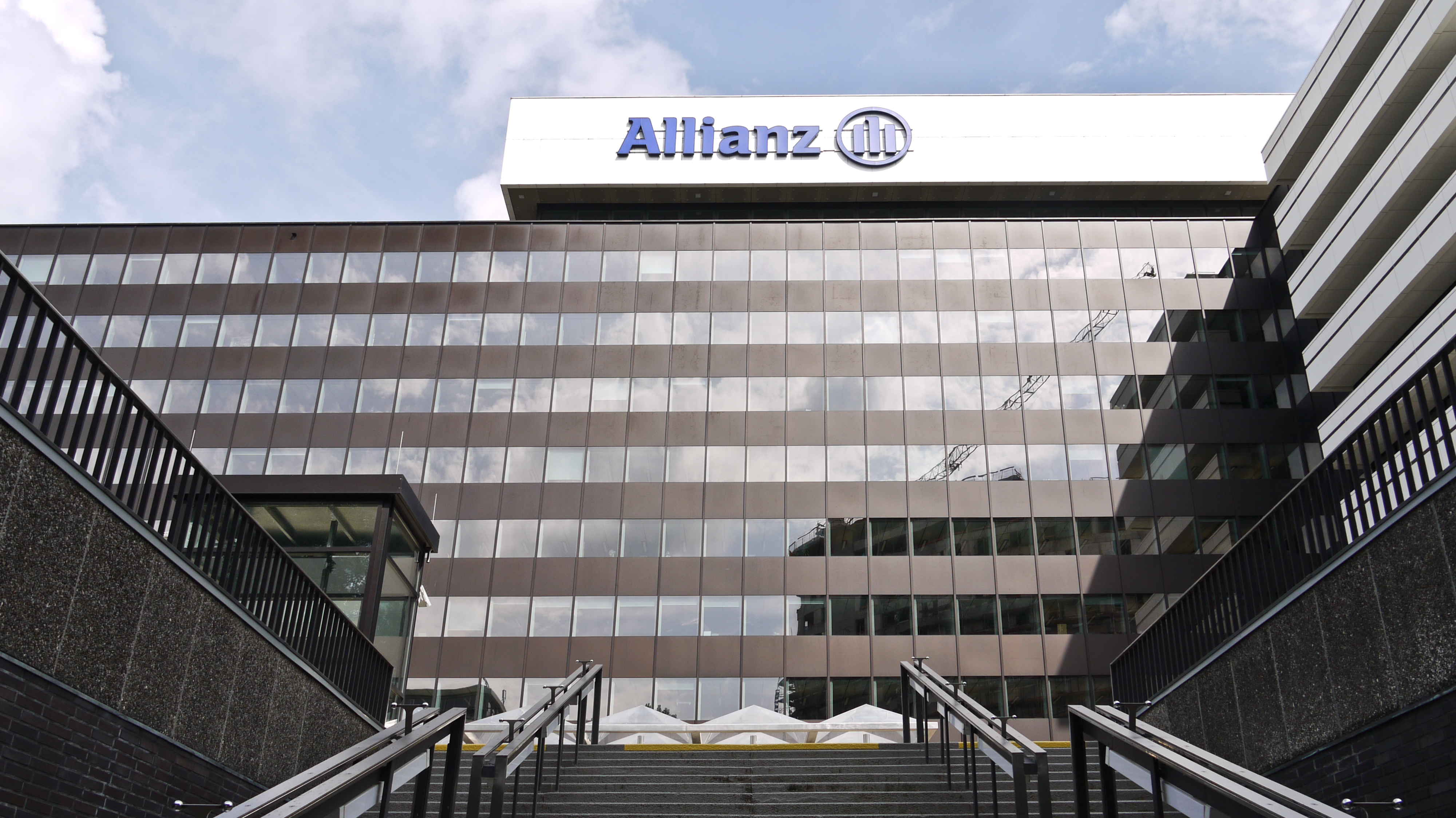
Allianz SE
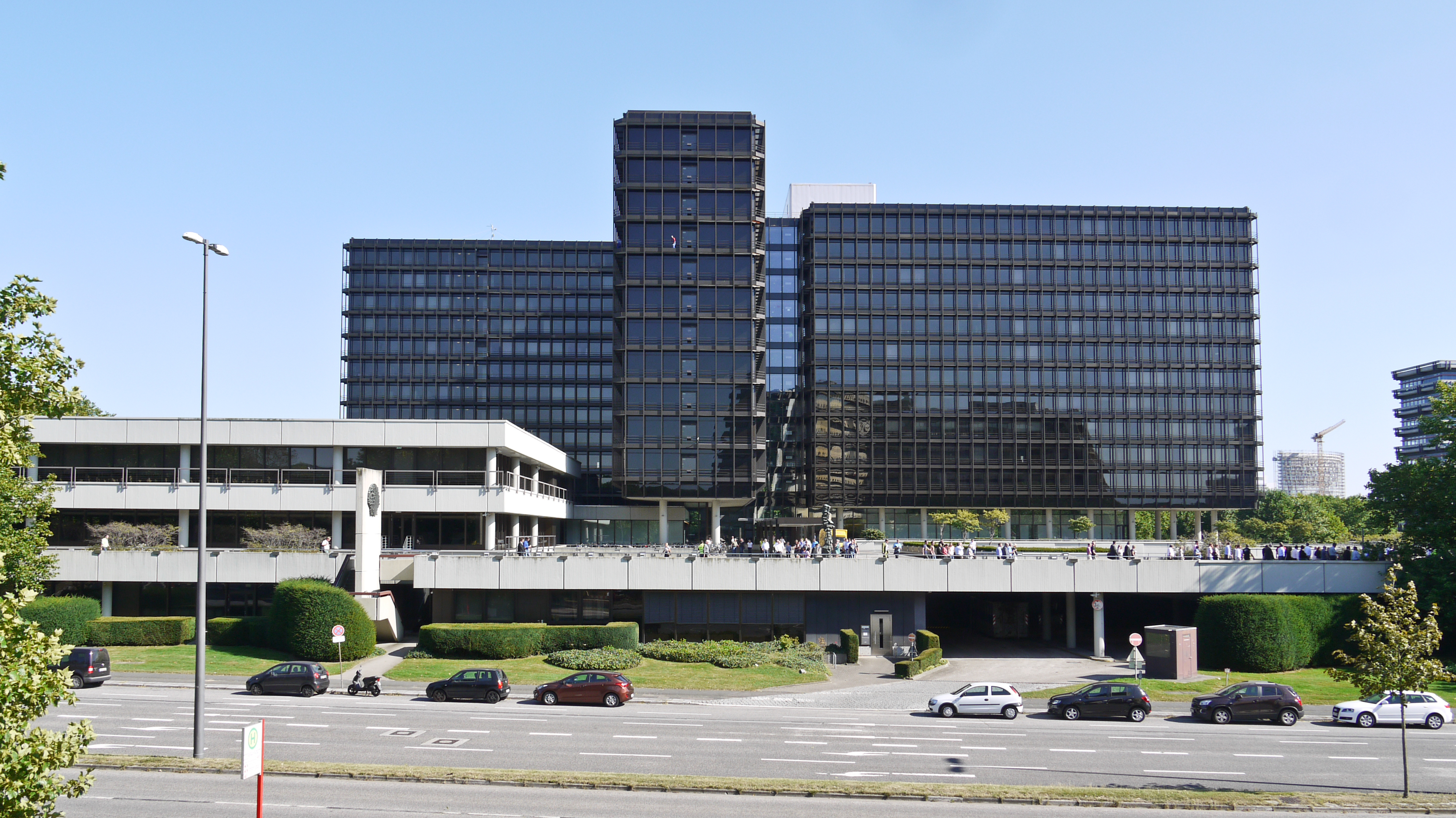
Bürohaus Überseering 35
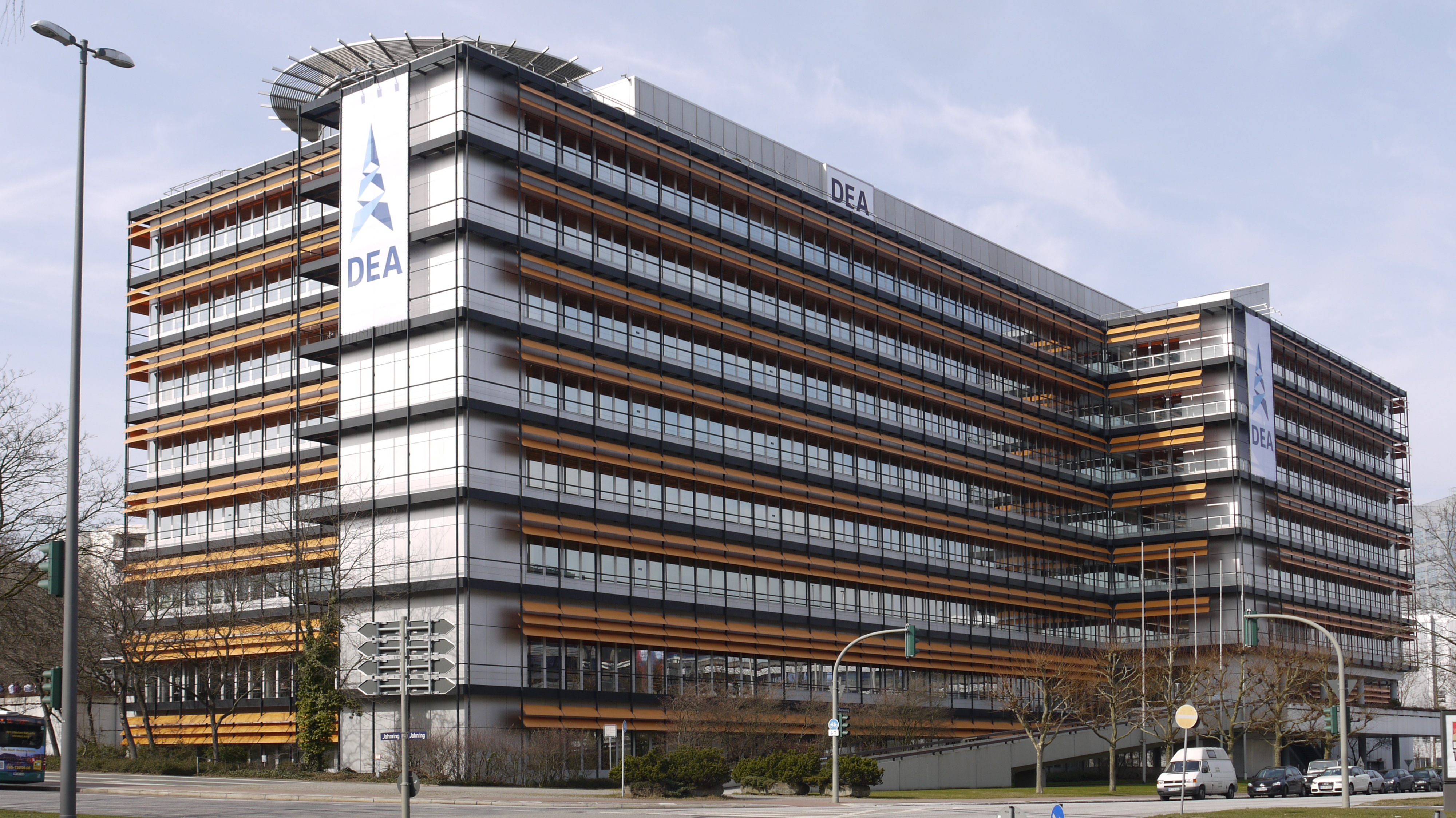
Bürohaus Überseering 40 der Wintershall Dea
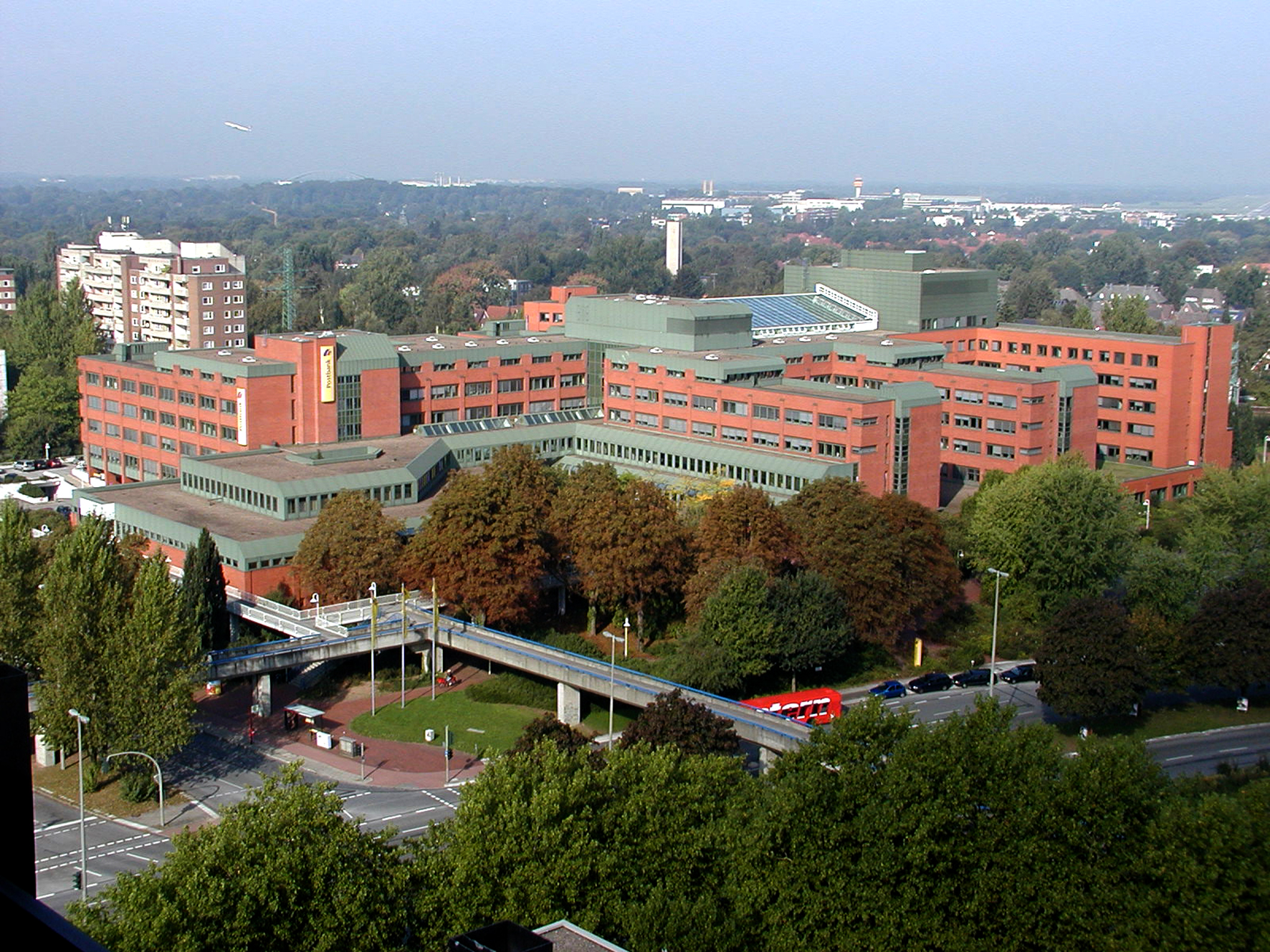
Deutsche Postbank AG
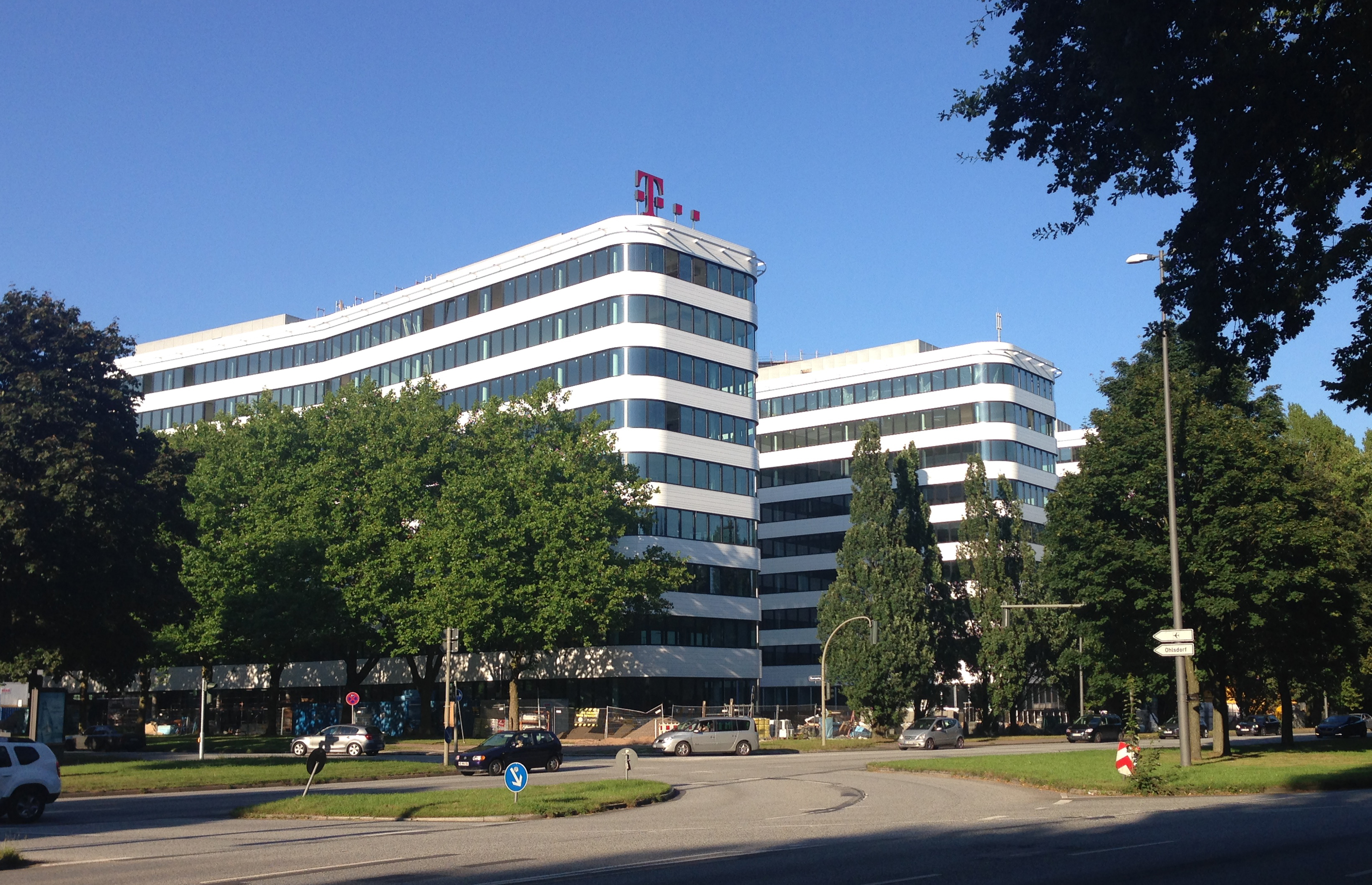
Deutsche Telekom
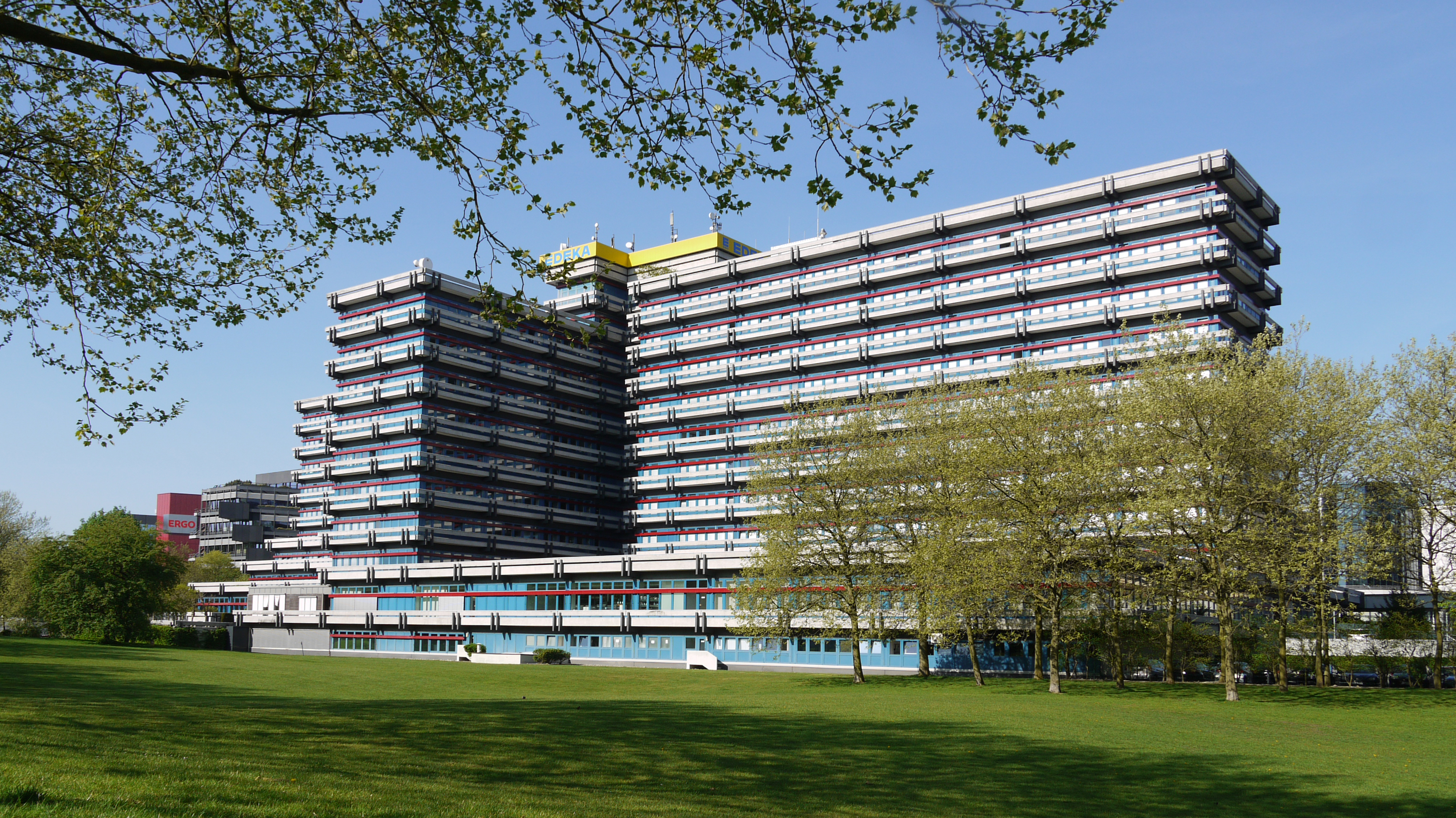
EDEKA
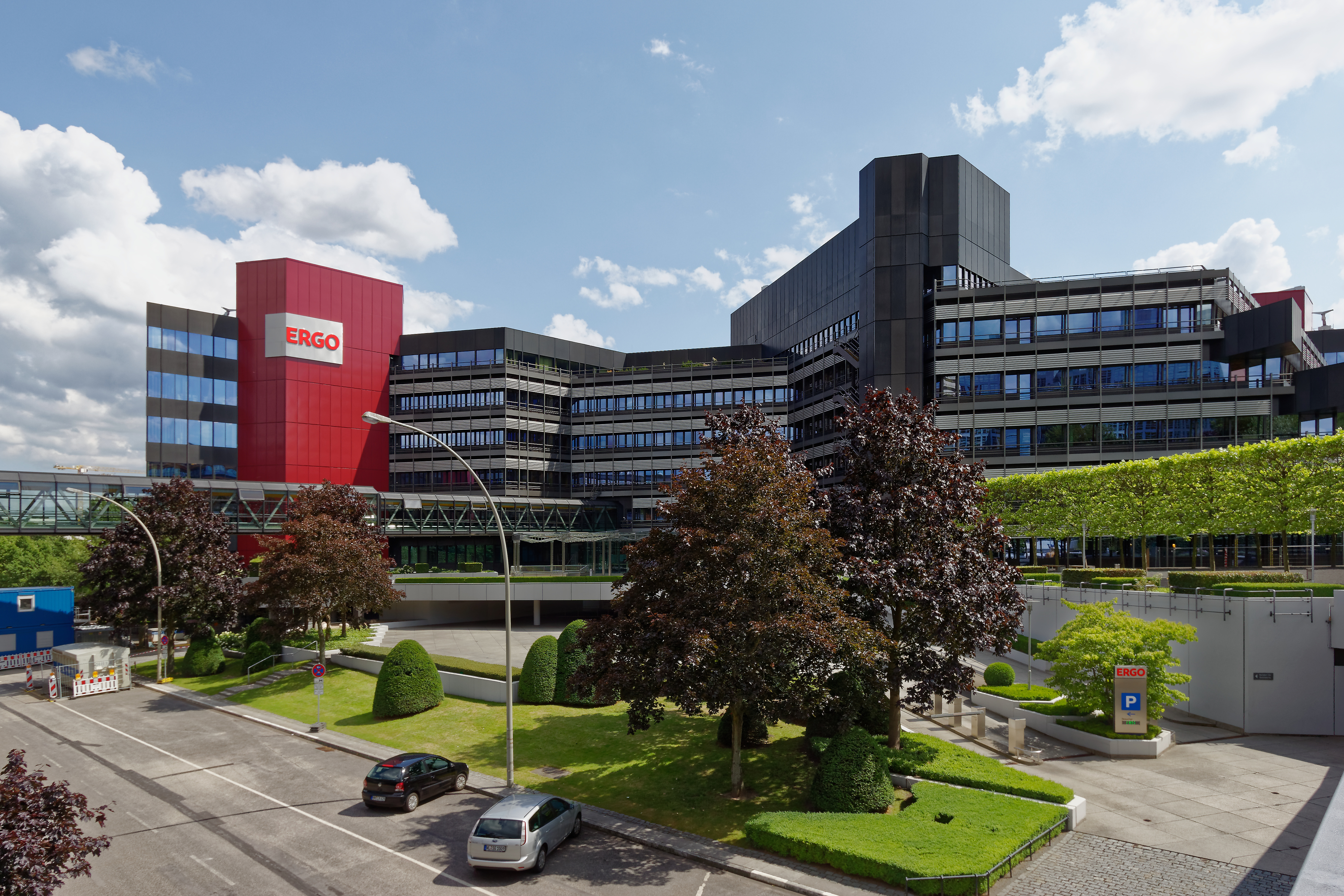
ERGO Group
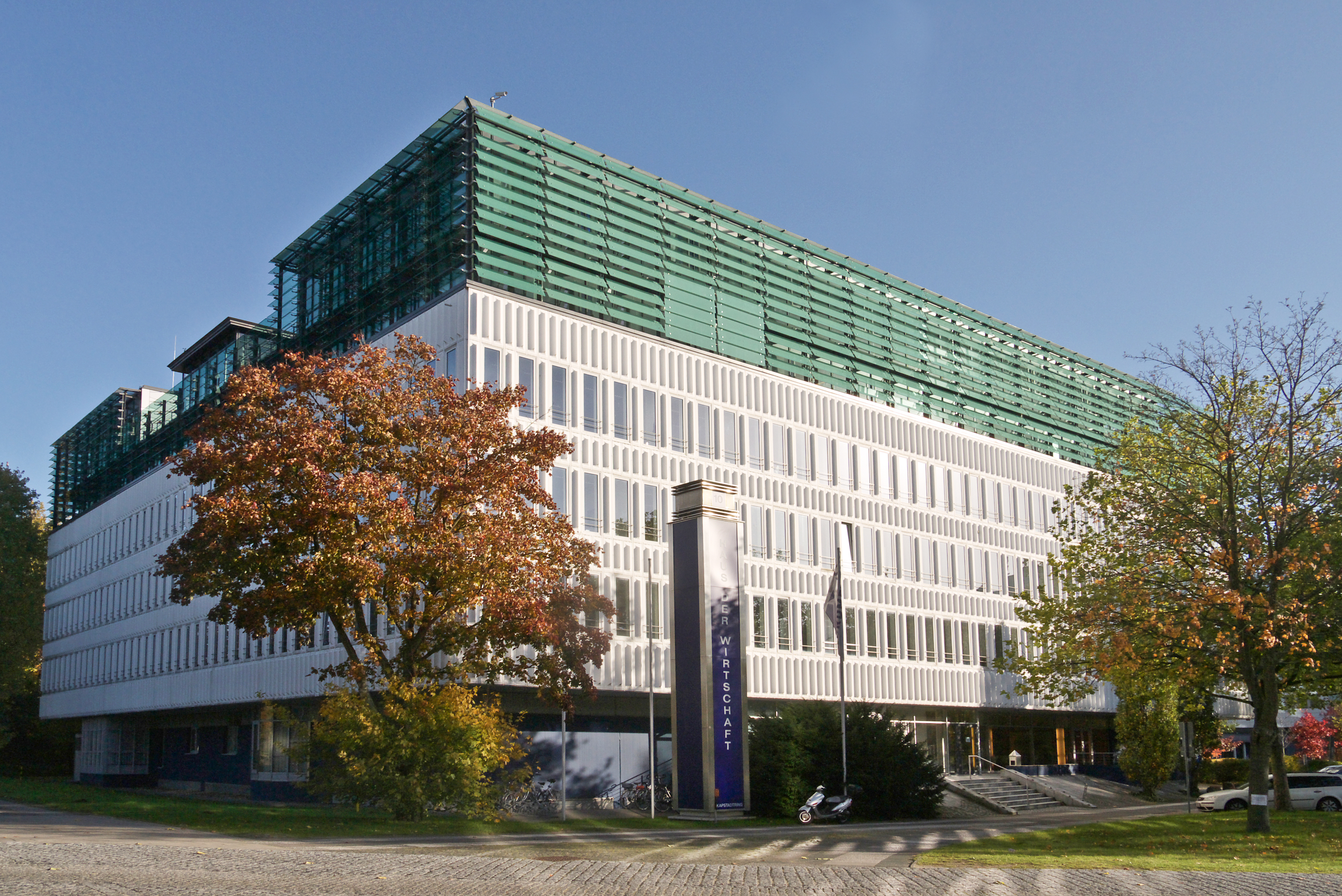
Nordmetall
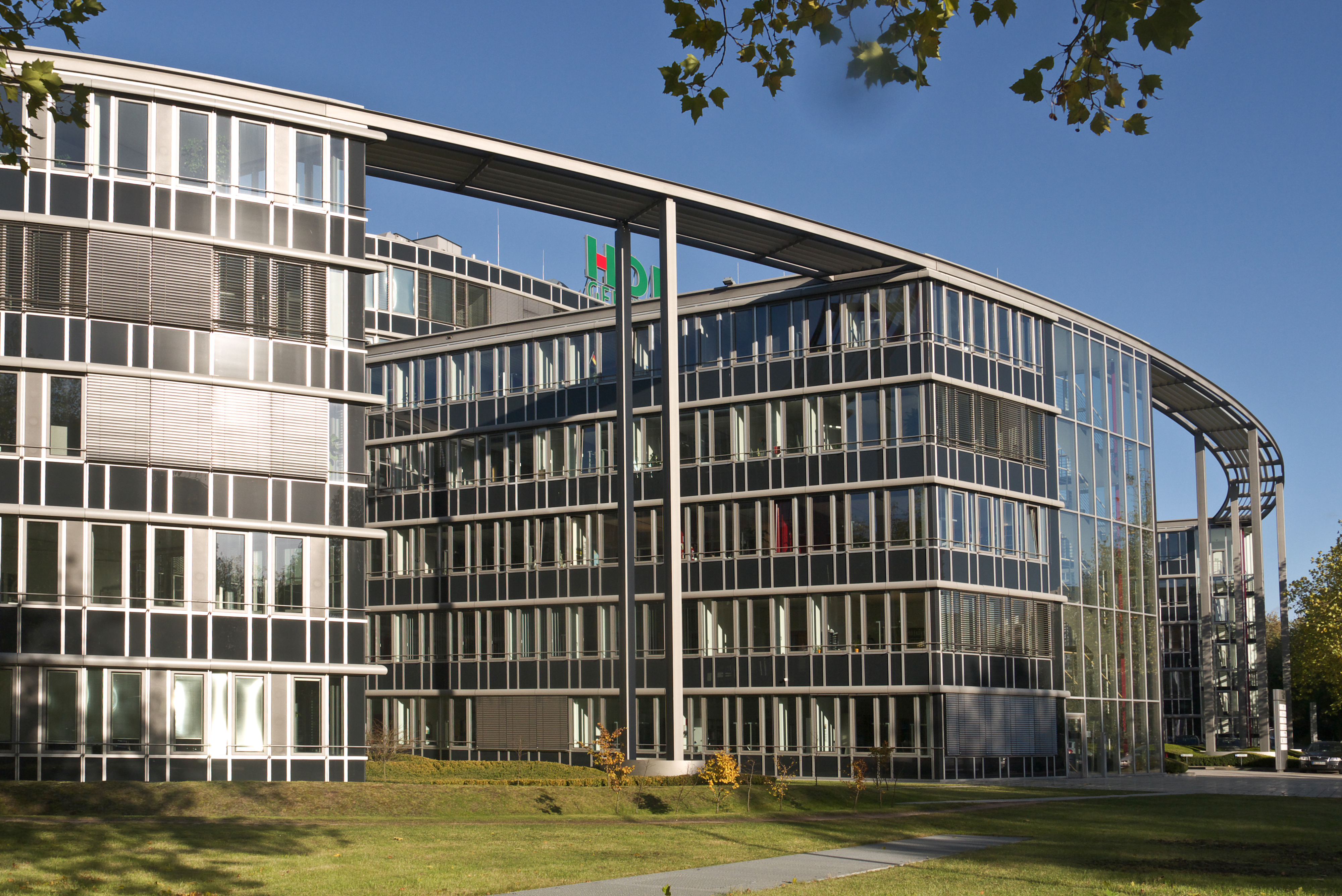
Senvion, HDI Haftpflichtverband der Deutschen Industrie
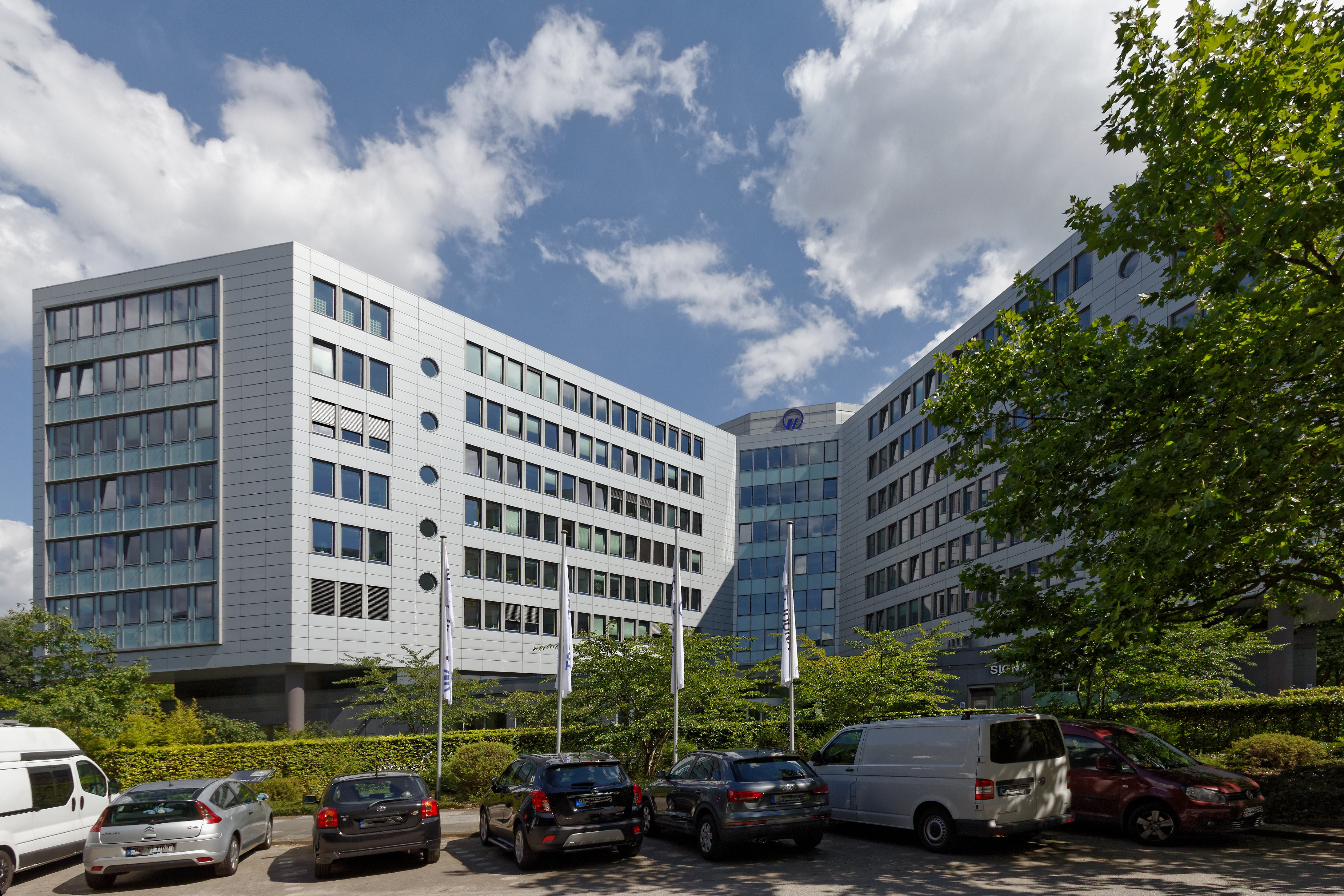
Signal Iduna
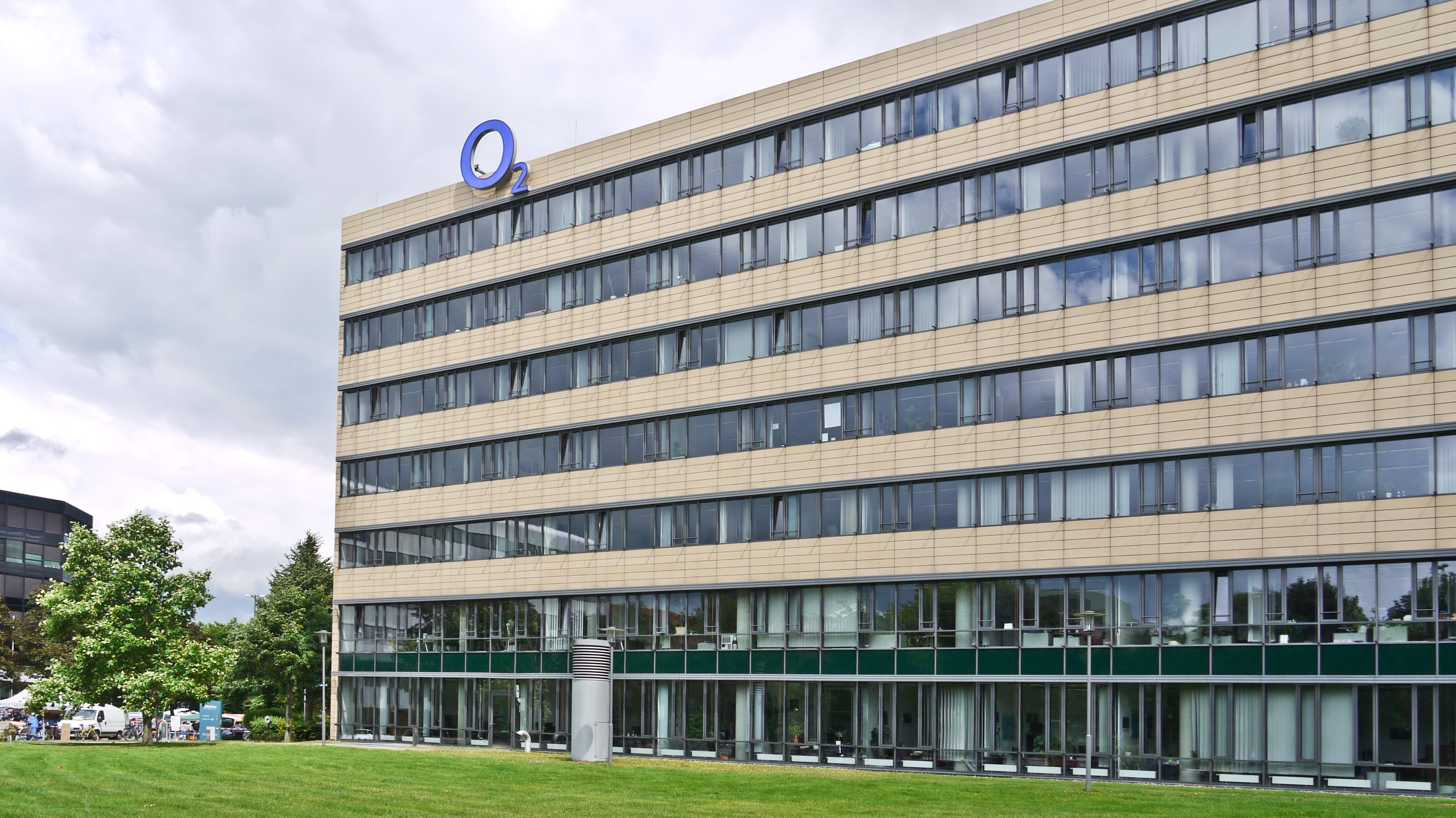
Telefónica Germany
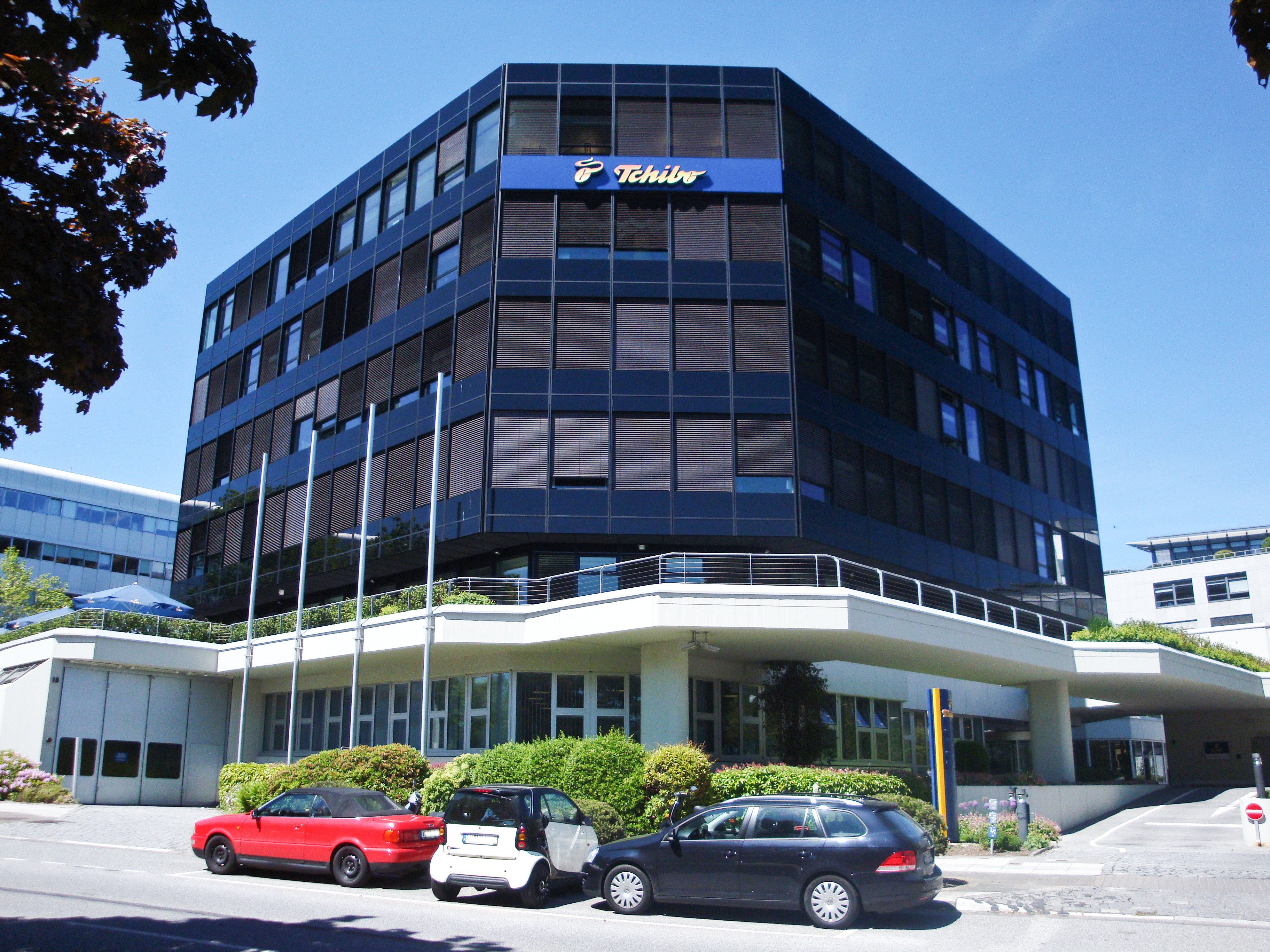
Tchibo
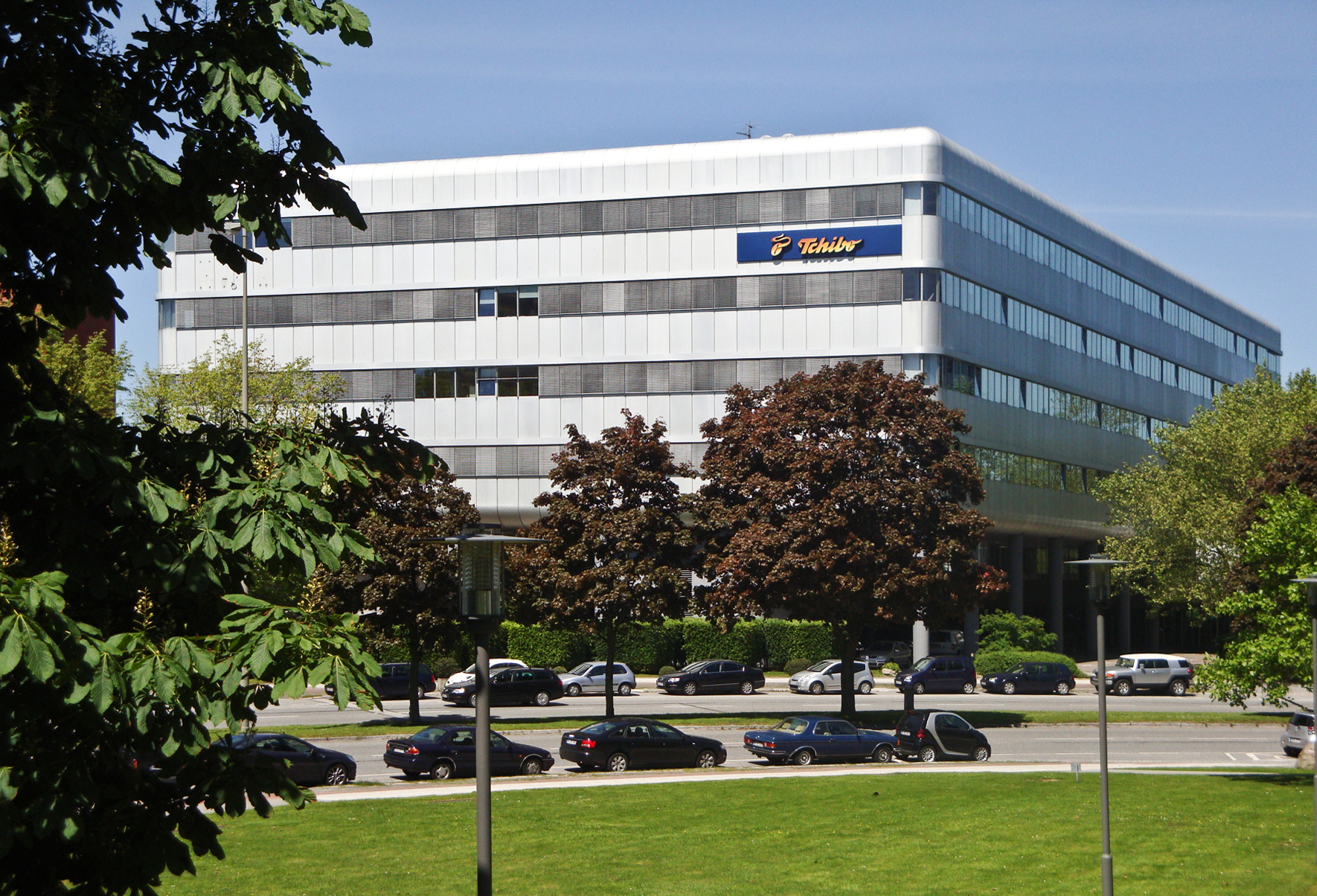
Tchibo
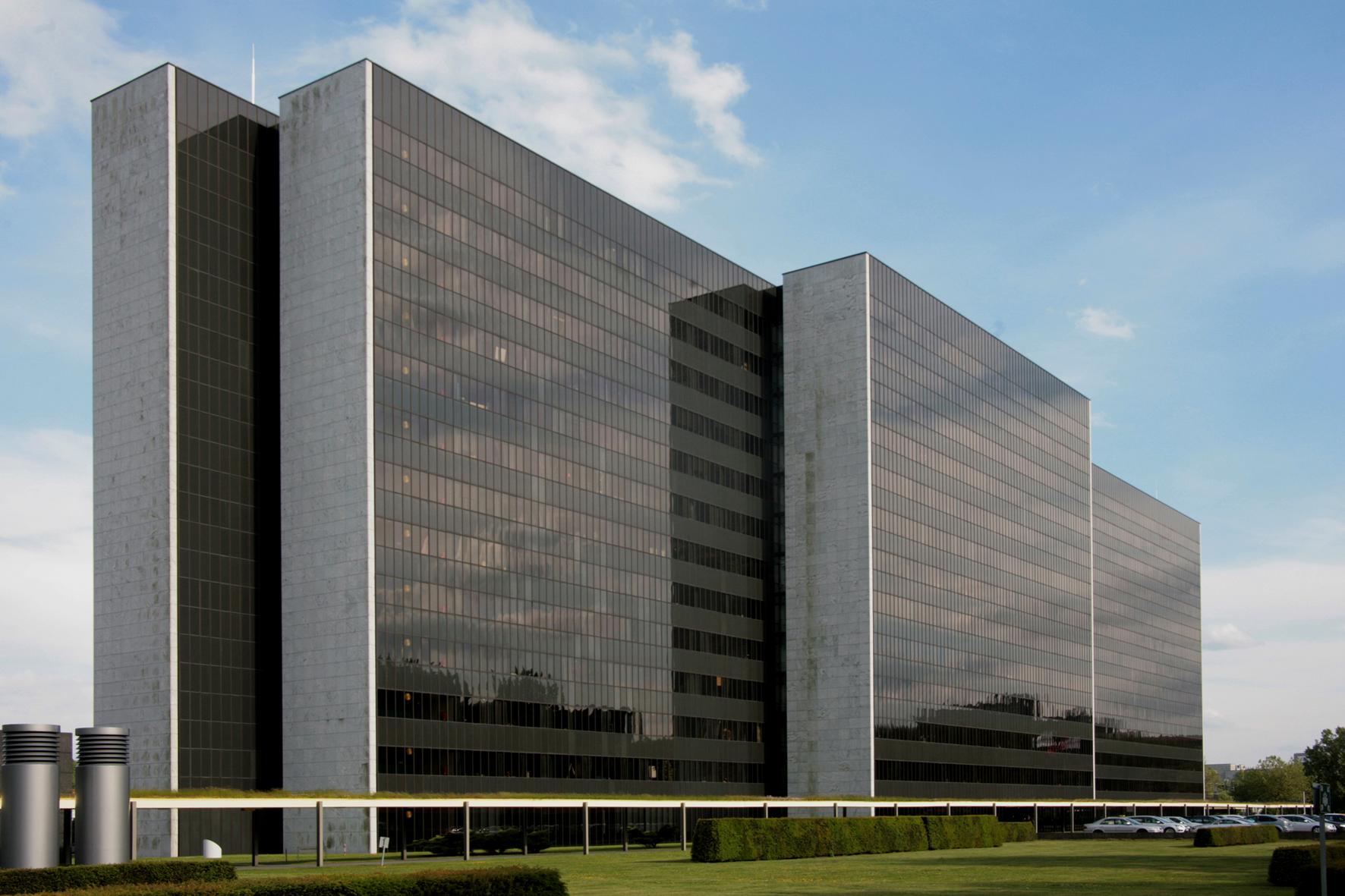
Vattenfall
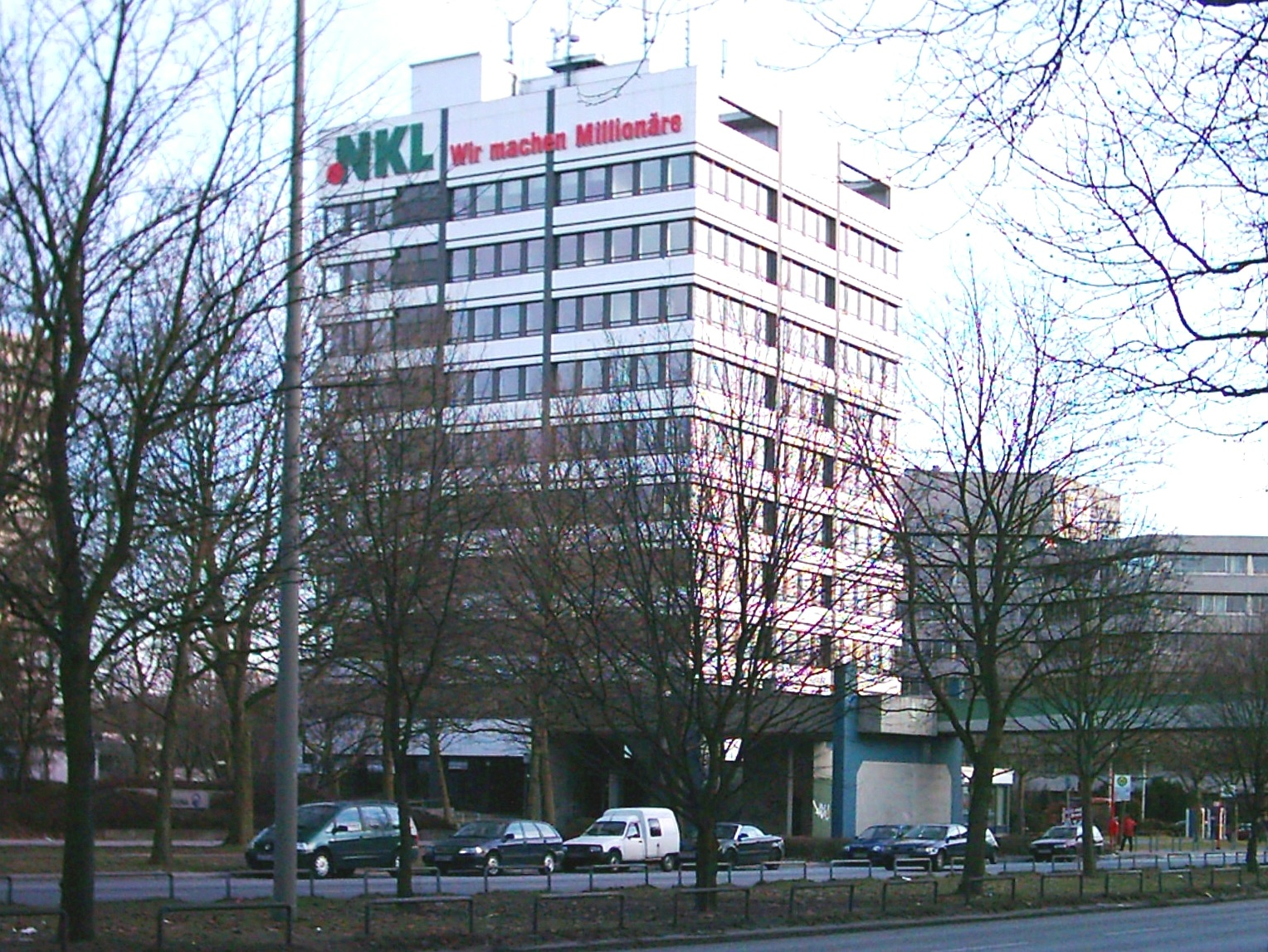
LOTTO, GKL Gemeinsame Klassenlotterie der Länder

- Allianz Deutschland
- Edeka
- ERGO Group
- GKL Gemeinsame Klassenlotterie der Länder
- Hansainvest
- Hewlett-Packard
- HDI Versicherungen
- Imtech Deutschland
- Innogy
- ITERGO
- Leonardo Hotels
- LOTTO Hamburg
- Nordmetall
- Offshore-Windpark Nordsee One
- Postbank
- Senvion
- Tchibo
- Telekom Deutschland
- Vattenfall Europe
- Vestas Wind Systems
- Victoria-Versicherungen

## Kindertagesstätten in der City Nord

### Kita City Nord
2006 auf Initiative der Grundeigentümer-Interessengemeinschaft City Nord (GIG) eröffnet, stellt die Kita City Nord als Betriebskindergarten ein bundesweit einmaliges Projekt dar. Ungewöhnlich und bis dato einmalig ist die Kooperation zwischen mehreren Unternehmen, einem Kita-Träger und der Stadt Hamburg:
- Sieben Unternehmen haben sich zusammengeschlossen, um für ihre Mitarbeiter die Vereinbarkeit von Familie und Beruf voranzubringen, und haben den größten Teil der Kita-Baukosten übernommen: Edeka AG, Hamburg-Mannheimer Versicherungs-AG (heute ERGO Group), Haus der Wirtschaft Service GmbH, RWE Dea AG (heute DEA Deutsche Erdoel AG), Tchibo GmbH, Vattenfall Europe Hamburg AG und die GIG City Nord selbst.
- Sie haben hierzu einen Vertrag geschlossen mit der Vereinigung Hamburger Kindertagesstätten (heute Elbkinder Vereinigung Hamburger Kitas gGmbH), die als Kita-Träger die Kita errichten ließ und ihre pädagogische Arbeit gestaltet.
- Die Stadt Hamburg hat auf Wunsch der City-Nord-Unternehmen der ‚Vereinigung‘ das Grundstück verpachtet und trägt im Rahmen des Kita-Gutscheinsystems den Großteil der laufenden Betreuungskosten

Im Dezember 2006 wurde die Kita im Beisein von Hamburgs Bürgermeister Ole von Beust feierlich eingeweiht.
Das Bauvorhaben wurde auf einem 3.300 Quadratmeter großen Gelände am Überseering (Nähe Manilaweg) realisiert. Es handelt sich um ein ein- und teilweise zweigeschossiges Gebäude mit einer Nutzfläche von über 600 Quadratmetern. Traditionell mit der Entstehungsgeschichte der City Nord wurde auch für dieses Bauvorhaben ein Architektenwettbewerb ausgelobt, als dessen Sieger das Büro Gatermann + Schossig hervorging.
Bereits 2009 wurde die Kita um weitere Betreuungsplätze erweitert. Die Aufstockung ist von vornherein statisch berücksichtigt worden. Insgesamt werden 100 Kinder im Alter von acht Wochen bis zum Schuleintritt betreut. 2014 erhielt die Kita den Hamburger Bildungspreis.

### Kita am Stadtpark
Im September 2011 eröffnete mit der Kita am Stadtpark die zweite Kindertagesstätte im Zentrum der City Nord am Mexikoring 25. Die Kita in Trägerschaft der Pestalozzi-Stiftung Hamburg und bietet insgesamt rund 75 Betreuungsplätze, aufgeteilt in eine Krippengruppe und zwei Elementargruppen.

### Kita Villa Luna
Zeitgleich mit der Allianz zog auch die Kita Villa Luna im Oktober 2012 in das revitalisierte Esso-Haus. Unter einer eigenen Adresse (Kapstadtring 4) erhielt sie im Hause einen abgetrennten Bereich und ein eigenes, abgegrenztes Außengelände als Spielbereich für die Kinder. Bei dieser dritten Kita in der City Nord handelt es sich um einen private, bilinguale Kindertagesstätte, die zu Zeiten der Eröffnung als teuerste Kita Hamburgs galt.

### Kita Kinderzimmer
Zurzeit wird ein Bereich im Gebäude „Oval Office“ am Überseering 10 für eine vierte Kita in der City Nord umgebaut. Die Eröffnung der „Kita Kinderzimmer“ ist für August 2017 vorgesehen. Mit rund 170 Betreuungsplätzen wird es die größte Kita in der City Nord.

## Kultur in der City Nord
Ein Ansatz für eine Belebung und Imageaufwertung der City Nord ist die Förderung von Kunst und Kultur mit Veranstaltungen oder auch mit der Etablierung von Kunst vor Ort.
So entstand 2003 in einer ehemals verwaisten, erhöht gelegenen Ladenpassage am Mexikoring das Künstlerkollektiv Ebene + 14, bestehend aus Künstlerateliers, einem Club und Arbeitsräumen der Hochschule für bildende Künste. Siegfried Greve, damals Geschäftsführer der Hamburger Finanz HFV Vermögensverwaltung GmbH, dem Eigentümer des Immobilienkomplexes am Mexikoring 5–17, förderte die Künstler, indem er sie die Räumlichkeiten zu geringen Mieten nutzen ließ. Mit dem Verkauf seiner Immobilie an das dänische Unternehmen Ejendomsselskabet Nordtyskland Kommanditaktieselskab wurden die Mieten erhöht und die meisten Künstler zogen aus.
Im Sommer 2006 initiierte die Grundeigentümer-Interessengemeinschaft City Nord (GIG) die sculpture@CityNord – eine Skulpturenausstellung im öffentlichen Raum.
2009 zeigte ((A Wall is a Screen)) Freiluftkino in der City Nord während des 25. Internationalen KurzFilmFestivals Hamburg.
In den beiden Jahren 2012 und 2014 initiierte die „GIG“ in Kooperation mit der HafenCity-Universität, der Hochschule für Musik und Theater sowie der Erika-Klütz-Schule im Spätsommer ein Lichtfest.
Im Jahr 2015 kooperierte die „GIG“ mit der Hochschule für Musik und Theater und veranstaltete in ausgewählten Unternehmenshäusern die Konzertreihe „Klang in Raum und Zeit“.
2016 veranstaltete die „GIG“ in der City Nord unter dem Motto „ART – Architektur, Raum, UnTernehmen“ einen Tag der offenen Tür. In diesem Rahmen präsentierte sich die „Kunstpassage“ mit 43 bildenden Künstlern in den teilnehmenden Häusern. Im City Nord Park zeigten Studierende der HafenCity Universität, der Hochschule für Musik und Theater und der Erika-Klütz-Schule temporäre Rauminstallationen und Performances.
Ein weiteres und nachhaltiges Kunstprojekt realisierte die „GIG“ im Sommer 2016 mit der Neugestaltung des „Allianz-Tunnels“. 20 Graffiti-Sprayer der Künstlergruppe wandgestalten.de gestalteten die Tunnelwände mit einem großflächigen Graffiti.
Im Jahr 2014 rief der Veranstalter Media Direct hh13 die Oldtimermeile City Nord ins Leben, die seitdem jährlich im Sommer in der City Nord veranstaltet wird und zuletzt 20.000 Besucher zählte.
Mit dem Stadtpark-Revival, der bis 2016 im Hamburger Stadtpark veranstaltet wurde, zieht 2017 eine weitere kulturelle Veranstaltung in die City Nord. Veranstalter ist auch hier Media Direct hh13.

## Schulgebäude
- Berufliche Schule City Nord[38]
- Hochschule für Musik und Theater Hamburg, Standort Hebebrandstraße
- Technische Fachschule Heinze

## Sportanlagen
Seit November 2012 gibt es in der City Nord einen fest installierten Disc Golf Parcours, der sich vom Ausgang des U-Bahnhof Sengelmannstraße ausgehend über 14 Bahnen erstreckt. Der Parcours wurde vom Disc Golf Club Hamburg ins Leben gerufen und ist kostenfrei und ohne Anmeldung nutzbar.